# Saverio Muratori
Saverio Muratori (Modena, 31 agosto 1910 – Roma, 17 ottobre 1973) è stato un architetto, urbanista e storico dell'architettura italiano, docente presso la Sapienza – Università di Roma.
Ha fondato una nuova metodologia per lo studio dell'urbanistica e dell'architettura.
Le sue ricerche sono sempre state condotte in aperto contrasto con la cultura contemporanea, denunciandone gli errori nei vari settori, soprattutto all'interno dell'Università di Roma dove ha insegnato.
Per risolvere la crisi della società Saverio Muratori proponeva l'utilizzo di un rigoroso metodo culturale che permetteva di comprendere la realtà e le sue leggi.
La costruzione di questo suo metodo appare chiaramente in una sua lezione:
(Saverio Muratori)

## Biografia

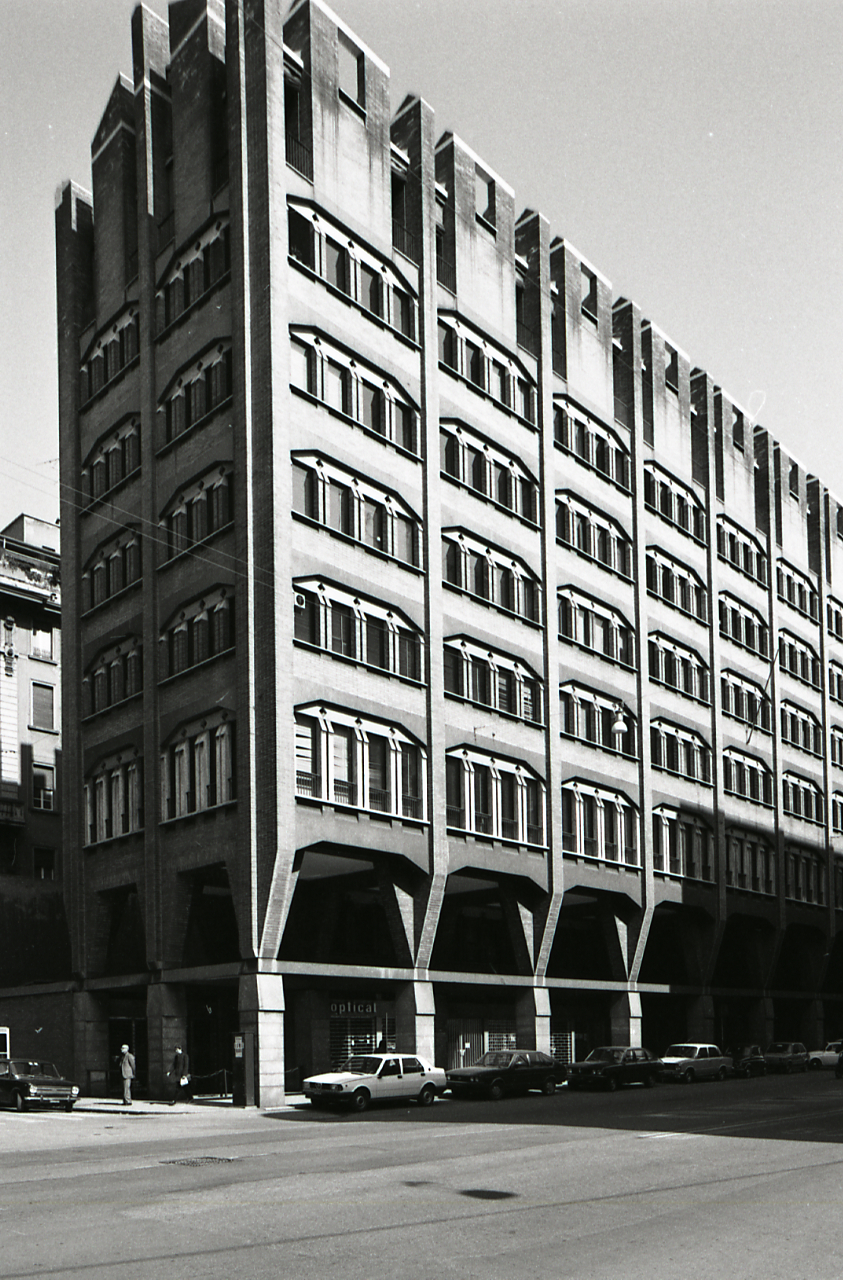
Sede ex ENPAS (poi INPDAP), Bologna, 1956-1957. Foto di Paolo Monti

- 1910, 31 agosto - Saverio Muratori nasce a Modena da Ennio e da Elvira Cattanìa, di antica e nobile famiglia originaria di Correggio, in Emilia
- 1928 - si iscrive alla Scuola Superiore di Architettura di Roma
- 1933 - consegue la laurea in Architettura
- 1933-34 - lavora presso lo studio di Alberto Calza Bini a Roma
- 1935-39 - svolge attività progettuale in collaborazione con Francesco Fariello e Ludovico Quaroni
- 1938 - pubblica il saggio il Movimento architettonico moderno in Svezia su "Architettura"
- 1942 - è abilitato alla libera docenza in Composizione Architettonica e Urbanistica
- 1944-45 - collabora nel corso di 'Caratteri Distributivi degli Edifici' di Enrico Calandra presso la Facoltà di Architettura di Roma
- 1944 - scrive il saggio 'Storia e critica dell'Architettura contemporanea'
- 1946 - scrive 'Saggi di critica e di metodo nello studio dell'architettura'
- 1948-53 - elabora una serie di progetti per l'INA-Casa in collaborazione con Mario De Renzi
- 1950 - pubblica il saggio 'Vita e storia delle città' su 'Rassegna critica di Architettura'
- 1950-54 - è professore straordinario presso la cattedra di 'Caratteri distributivi degli edifici' allo (IUAV)
- 1952 - riceve il Premio Einaudi per l'Architettura
- 1954-73 - è professore ordinario presso la cattedra di 'Composizione Architettonica' della Facoltà di Architettura di Roma
- 1954-58 - è membro del comitato di Elaborazione Tecnica (C.E.T.) per il Nuovo Piano Regolatore di Roma
- 1959 - pubblica 'Studi per un'operante storia urbana di Venezia'
- 1963 - pubblica il testo 'Architettura e civiltà in crisi' ne 'Studi per un'operante storia urbana di Roma'
- 1967 - pubblica il testo 'Civiltà e territorio'
- 1973, 17 ottobre - muore a Roma

## Opere

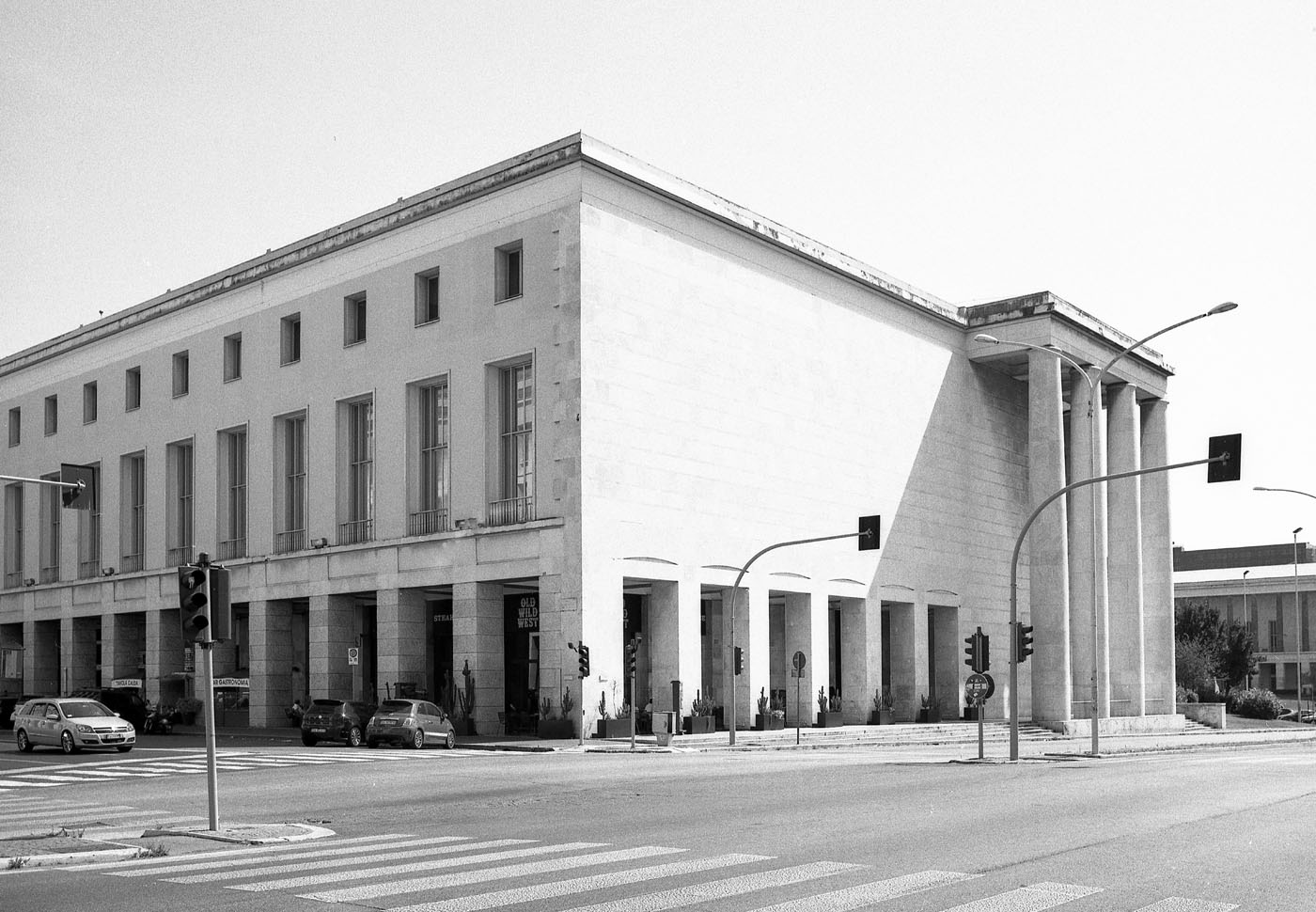
Edificio della Piazza Imperiale EUR Roma (1937)

- 1931-35 Casa dello Studente presso la Città universitaria, Roma
- 1933 Progetto di concorso per la Stazione di S. Maria Novella, Firenze
- 1934 Progetto di concorso per il Palazzo del Littorio, Roma
- 1934 Progetto di concorsoper la Colonia Marina "XXVIII Ottobre", Lido di Ostia
- 1934 Progetto diconcorso per la sede della Vice-Questura al quartiere Aventino, Roma
- 1935 Progetto di concorso per il nuovo fabbricato viaggiatori della stazione S.Lucia, Venezia
- 1935 Progetto di concorso per l'Auditorium a Porta Capena, Roma
- 1936 Progetto di concorso per il Piano Regolatore di Aprilia
- 1936 Progetto di concorso per la Sede della Pretura unificata, Roma
- 1936 Progetto di concorso per la Sede della Prefettura e della Questura, Livorno
- 1937 Concorso per progetti tipo di edifici politico-doganali-turistici su valichi alpini
- 1937 Progetti di concorso di I e II grado per il Palazzo dei Ricevimenti e Congressi dell'E42, Roma
- 1937-38 Piazza Imperiale dell'E42, Roma
- 1939 Progetto di concorso per il Palazzo di Città e sistemazione urbanistica di Piazza Dante, Fiume
- 1939 Progetto di concorso per gli edifici rappresentativi della Città Penitenziaria, Roma
- 1939-42 Piano Regolatore del nuovo Centro Operaio e progetto della Piazza, Cortoghiana (CI)
- 1941 Progetto per il Nuovo Istituto Femminile dell'Opera Nazionale per i Figli degli Aviatori nel Parco di Villa Stuart, Roma
- 1945 Progetto di concorso per la sistemazione della Piazza Cairoli e collegamento alla Stazione Ferroviaria, Messina
- 1945 Progetto di concorso per il Cimitero Francese Militare alla Farnesina, Roma
- 1946 Piano di Ricostruzione per il Comune di Amaseno (FR)
- 1947 Chiesa di San Giovanni al Gatano, Pisa
- 1947 Piano Regolatore della Borgata S. Basilio, Roma
- 1947-49 Palazzina sociale della Cooperativa Ferrovieri, Roma
- 1947-49 Piano di Ricostruzione e progetto di sistemazione della Piazza e del Palazzo Comunale, Cecina (LI)
- 1948 Progetto di concorso per la Chiesa parrocchiale di S. Antonio, Recoaro Terme (VI)
- 1948 Progetto di concorso per la Chiesa parrocchiale di S. Maria Maggiore, Francavilla Mare (PE)
- 1948 Progetto per la sistemazione del Quartiere Parioli-Flaminio e dell'accesso nord a Roma
- 1948 Progetto di una Colonia estiva, Lido di Ostia
- 1948 Progetto di concorso per il Centro Tramautologico INAIL, Roma
- 1948-49 Quartiere INA-Casa "Stella Polare", Lido di Ostia
- 1949-50 Progetto di alloggi sociali per i dipendenti della Soc. Montecatini, Crotone
- 1949-50 Quartiere INA-Casa "Valco San Paolo", Roma
- 1949-50 Quartiere INA-Casa "Tuscolano II", Roma
- 1950 Progetto per la sistemazione urbanistica del Quartiere INA-Casa IACP a Roma
- 1950-53 Progetti di concorso di I e II grado per l'Auditorium dell'Accademia Nazionale di S.Cecilia in via Flaminia a Roma
- 1952-57 Palazzo per la nuova sede degli Uffici ENPAS a Bologna
- 1953 Progetto di concorso per il Quartiere INA-Casa "La Loggetta", Napoli
- 1954 Progetto di concorso per il fabbricato viaggiatori della Stazione Centrale di Napoli
- 1954-58 Revisioni del Piano Regolatore Generale di Roma
- 1954-71 Progetto della Chiesa e Casa parrocchiale dell'Assunzione di Maria Santissima, incompiuta ad eccezione della cripta, quartiere Tuscolano,  Roma
- 1955-58 Palazzo Sturzo, ex-sede centrale della Democrazia Cristiana all'EUR, Roma
- 1956 Progetto per il Quartiere INA-Casa alla Magliana a Roma
- 1957 Progetto per l'espansione urbanistica del Quartiere INA-Casa alla Magliana, Roma
- 1959 Progetti di concorso per il nuovo quartiere CEP alle Barene di San Giuliano, Mestre
- 1967 Concorso per i nuovi edifici della Camera dei deputati, Roma

## Premi e riconoscimenti
Riceve il Premio Einaudi per l'Architettura nel 1952

## Analisi di alcuni progetti

### Cortoghiana - Sardegna - 1939
Nel 1934 ha inizio la politica autarchica del fascismo all'interno di una situazione internazionale molto complicata.
Nel 1939 venne delineato dall'Azienda carboni italiani un programma di sfruttamento del bacino carbonifero del Sulcis (Sardegna), che solo l'anno precedente aveva portato all'inaugurazione della città di Carbonia, la settima delle città fondate dal regime.
Contemporaneamente, infatti, il governo fascista aveva annunciato l'intenzione di far salire la produzione di carbone sardo in vista degli sforzi bellici e dunque si rese necessario l'allestimento di nuovi alloggi per le migliaia di operai impegnati nella produzione. 
Fu dunque subito individuata a circa 10 km a nord di Carbonia l'area in cui sarebbe sorto il nuovo insediamento (Cortoghiana), il cui progetto urbano complessivo con la definizione della grande piazza sul lato est fu affidato all'architetto Saverio Muratori.
L'intervento è realizzato nel rispetto delle ipotesi di piano iniziali, ma con l'impiego di quel linguaggio nuovo, fatto di forme leggiadre, tese ad alleggerire e a smaterializzare gli elementi strutturali della fabbrica, che caratterizzano questo periodo della produzione architettonica.
Il centro mantiene ancora oggi la sua struttura originaria, è molto semplice, imperniato su un rettilineo principale su cui si innestano vie secondarie perfettamente perpendicolari. Al principio di questo asse portante, nei pressi dell'ingresso orientale della città, di fronte all'albergo operaio, è situata una prima piazza, mentre la più importante, Piazza Venezia, a carattere rappresentativo, occupa l'estremità opposta del rettilineo. 
I volumi della piazza e dell'intero paese sono caratterizzati da una geometria di stampo razionalistico, con una lunga sequenza di portici architravati al pianoterra. Molto ricercato è il contrasto nell'uso dei materiali, vi sono murature semplici intonacate che si alternano a pannelli in trachite rosa impiegati soprattutto per i rivestimenti dei pilastri dei portici.
All'interno della lunga attività di Muratori, quest'esperienza fa sicuramente da spartiacque fra il periodo razionalista e il periodo storicista.

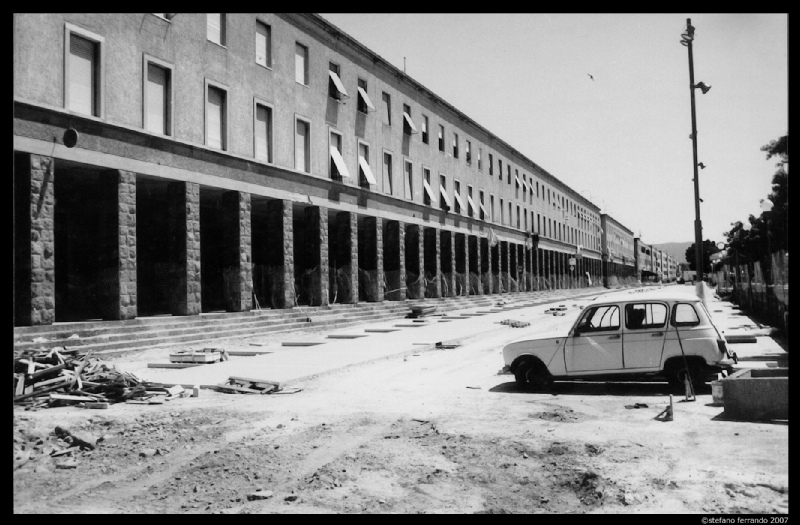
Cortoghiana
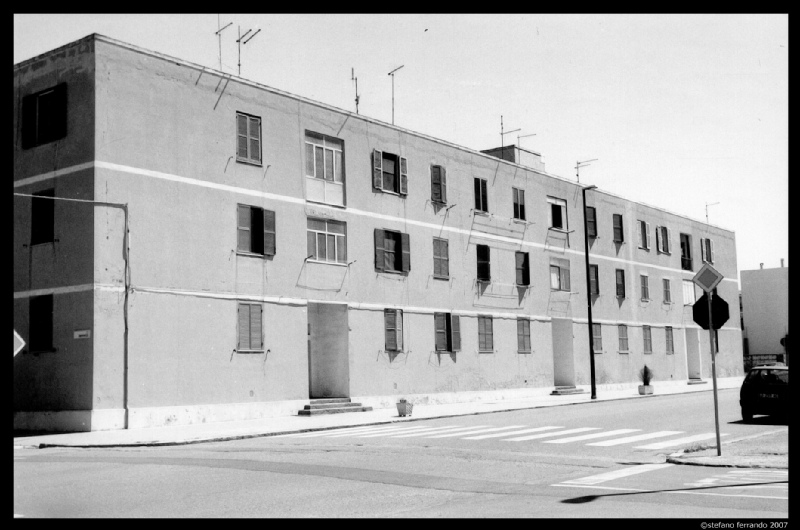
Cortoghiana
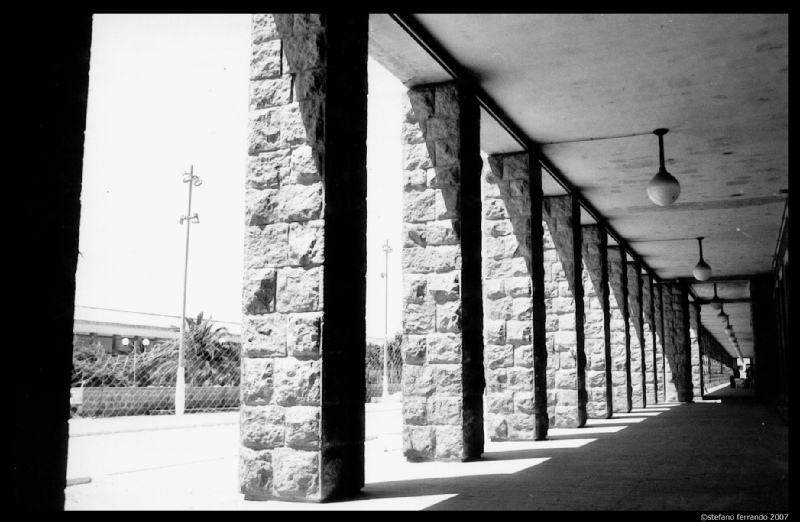
Cortoghiana
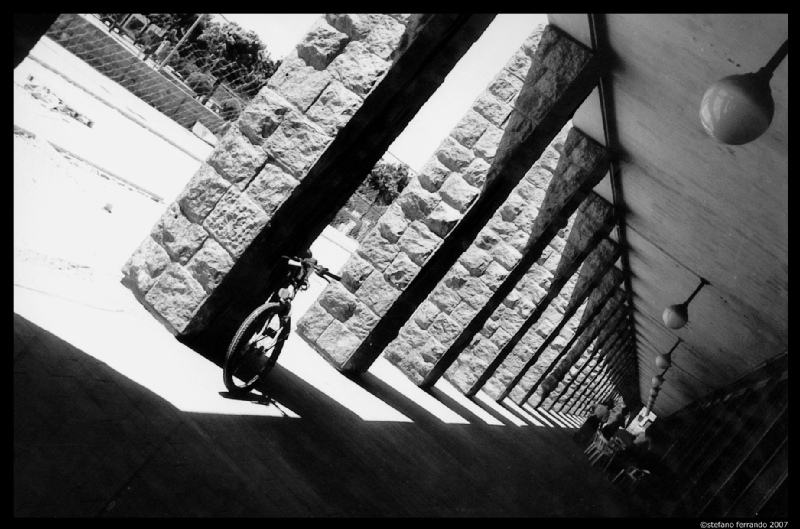
Cortoghiana
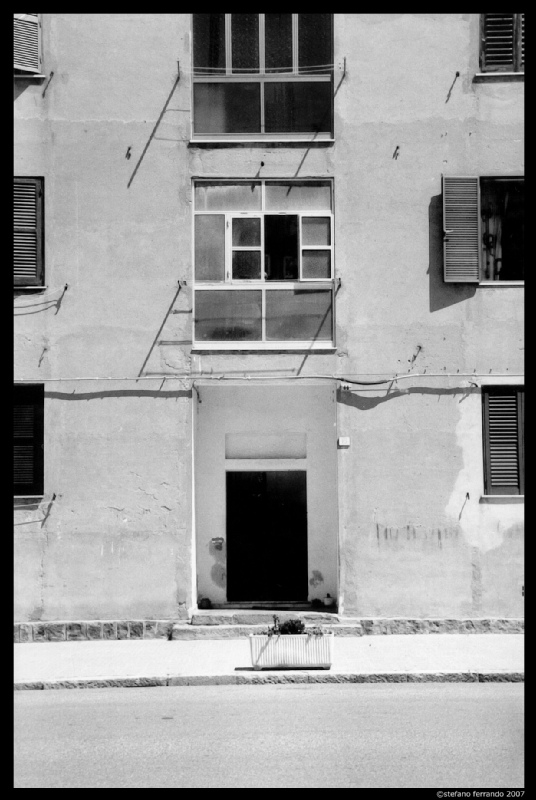
Cortoghiana
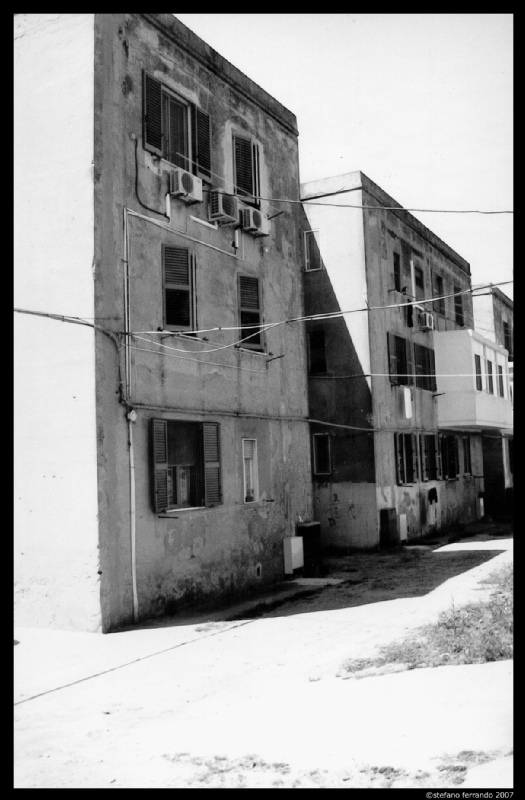
Cortoghiana
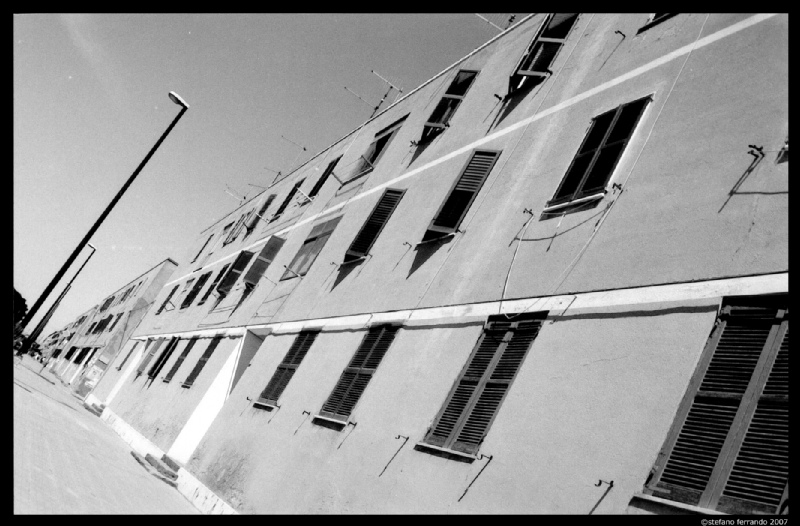
Cortoghiana
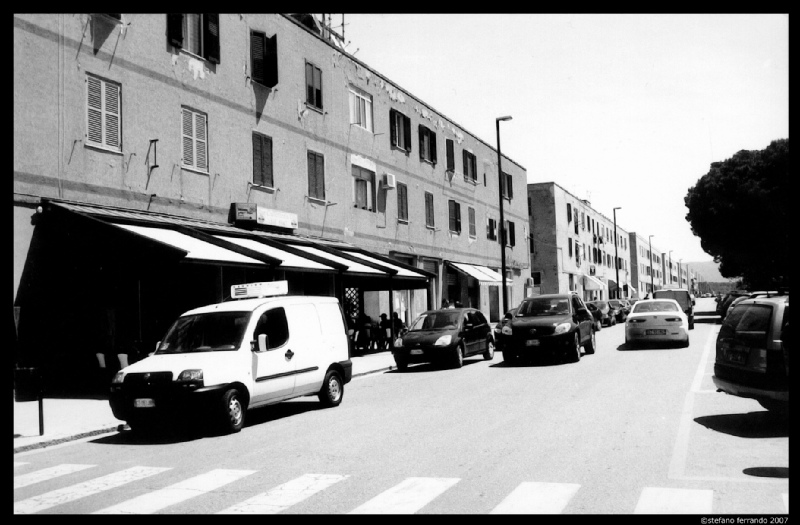
Cortoghiana

### Chiesa di San Giovanni al Gatano - Pisa - 1947
All'architettura del nostro tempo non è indispensabile il ferro e il cemento armato, ma lo spirito che anima quelle strutture.»
(Saverio Muratori)
La chiesa di San Giovanni al Gatano viene progettata agli inizi degli anni Cinquanta proprio nel luogo dove, prima del bombardamento del 1944 sulla città di Pisa, sorgeva l'antica chiesa parrocchiale. Questo ha influito sul progetto finale: il motivo dominante dell'operazione progettuale è stato infatti quello di ricostruire il tessuto lacerato, con l'utilizzo di linguaggi e tipi facilmente inseribili nel paesaggio urbano esistente.
La chiesa, di notevoli dimensioni, presenta sia all'esterno che all'interno superfici laterizie. Ha un impianto di tipo tradizionale: lunga 34 m e larga 23 m si sviluppa su tre navate. Vi sono poi sette campate individuate da robusti pilastri in calcestruzzo armato.
L'illuminazione proviene quasi esclusivamente dalla facciata principale, che si presenta come un filtro che diffonde la luce in modo uniforme.
La superficie laterizia avvolge tutto l'edificio e si interrompe per lasciare spazio ad un reticolo irregolare di travi e pilastrini.
Un altro elemento al quale Muratori riserva particolare attenzione è la cripta che si trova sotto l'altare maggiore. Questa si differenzia dall'interno della chiesa, essendo interamente rivestita di pietra filettole grigia.
L'architetto, in questo progetto, conferisce al materiale laterizio un valore predominante; esso non si limita ad essere materiale di tamponamento tra pilastro e pilastro, ma diventa il protagonista strutturale quasi assoluto.
Tutta la superficie esterna è animata orizzontalmente da ricorsi ad intervalli irregolari in pietra rosa chiaro e dalle travi in calcestruzzo poste sopra le finestre della navata centrale.
Si ricerca sempre una corrispondenza tra interno ed esterno, come si può notare dagli archi a sesto ribassato che ritmano i fianchi dell'edificio.
La copertura, infine, è sostenuta da capriate in cemento sulle quali si imposta la struttura di supporto principale e secondaria del manto.

### Valco San Paolo - Roma - 1949-1952
Questo è uno dei primi interventi realizzati nell'ambito della gestione INA Casa a Roma.
Si trova nella parte meridionale della città, tra la Basilica di San Paolo e viale Marconi.
Lo schema urbanistico originario prevedeva diverse tipologie edilizie impostate sull'asse proveniente dalla Basilica, con una piazza sopraelevata.
Ci sono state però molte modifiche sulla viabilità e sul tessuto edificato che hanno compromesso il progetto iniziale; la piazza sopraelevata non esiste più.
L'edificio progettato da Saverio Muratori si trova a nord; è un edificio in linea a cinque piani, caratterizzato dal ritmo regolare dei balconi.

### Quartiere Tuscolano - Roma - 1950-54

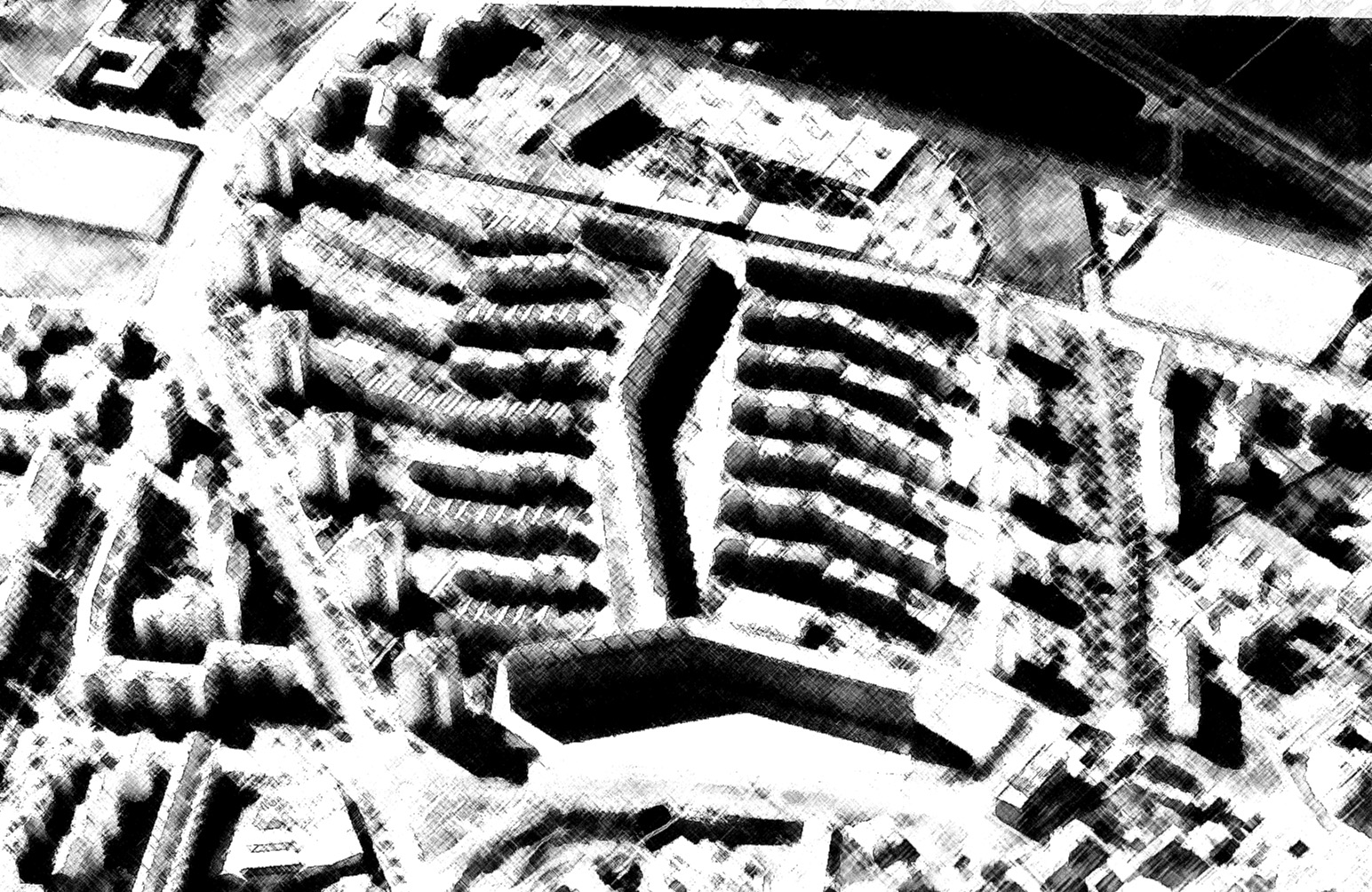
Veduta aerea del Quartiere Tuscolano

Il quartiere Tuscolano è stato realizzato in tre fasi tra il 1950 e il 54 e si trova nella zona orientale di Roma.
La I fase è caratterizzata soprattutto da edifici in linea.
La II e la III risultano invece più qualificate dal punto di vista del disegno urbano.
Nel progetto del Tuscolano II, Mario De Renzi e Saverio Muratori, all'epoca maestri indiscussi della ricerca tipologica, sviluppano l'esperienza già maturata nel quartiere del Valco San Paolo, pervenendo però ad una soluzione più nuova, sia per la varietà dei tipi edilizi sia per la libertà con cui gli edifici vengono disposti.
Giungendo dalla via Tuscolana si impone l'edificio progettato dai due architetti. È un blocco di alloggi in linea, a sette livelli e a pianta a V, appare rivestito in cortina laterizia, ritmato da snelli pilastri rastremati e da cornici marcapiano a leggero rilievo. Nelle specchiature della griglia viene ospitato e ripetuto, il binomio finestra/balcone.
Si evidenzia il muro laterale, interamente cieco e rivestito di mattoni, segnato da cornici marcapiano finemente lavorate.
L'altro edificio progettato dai due è costituito da una sequenza di unità abitative in linea a cinque livelli, che si snodano a modellare la spina dorsale del quartiere.
Sul fianco occidentale vi sono cinque torri di cui due progettate da Muratori. Mostrano un compatto volume quadrato e si elevano su nove livelli, contengono due appartamenti per piano, disposti simmetricamente rispetto ai collegamenti verticali.

#### Edificio in largo Spartaco - Quartiere Tuscolano - Roma - 1950
Questo edificio, la cui rigida forma angolata a "V" è la proiezione dell'intero sistema del quartiere, costituisce una coraggiosa presa di posizione nei confronti della cultura del momento priva di rigore metodico e incline a decorativismi correnti, opponendo ad essa una ricerca tipologica sperimentale da estendere alle più vaste applicazioni. Ne è espressione stilistica l'intersezione obliqua delle fronti dell'edificio con l'ortogonalità tipica delle singole cellule abitative aggregate in linea continua. 
L'esperienza di questo edificio determina in Muratori l'esigenza di affrontare in modo diverso il problema del tipo edilizio e quello del tessuto urbano, che rappresentavano dei quesiti non risolti all'interno della cultura del tempo.

### Chiesa dell'Assunzione di Maria SS. - Roma - 1954-70
Questo edificio costruito nella sua sola parte sotterranea, la cripta, affronta l'arduo tema dell'aula di grande dimensione, coperta a volta estradossata. I setti radiali cementizi, che costituiscono il piedritto della cupola, denunciati all'esterno nei costoloni, trovano spiegazione nelle volte concave e convesse che formano la cupola, la cui continuità riconduce l'insieme al suo carattere di classica organicità.

### Sede ex ENPAS ora INPDAP - Bologna - 1956-57
(Saverio Muratori)
La sede ex ENPAS è l'unica opera realizzata a Bologna da Muratori che la progettò nel 1956-57, ed è una tipica espressione dell'architettura dell'immediato dopoguerra. Con accurata sapienza costruttiva il progettista ricerca il recupero di valori materici, cromatici e ambientali della "tradizione locale", tipici dei suoi studi di quegli anni.
Il palazzo riprende infatti, attualizzandolo, il sistema costruttivo seriale bolognese, riproponendo il portico con lo sporto, le lesene ed il coronamento superiore merlato.

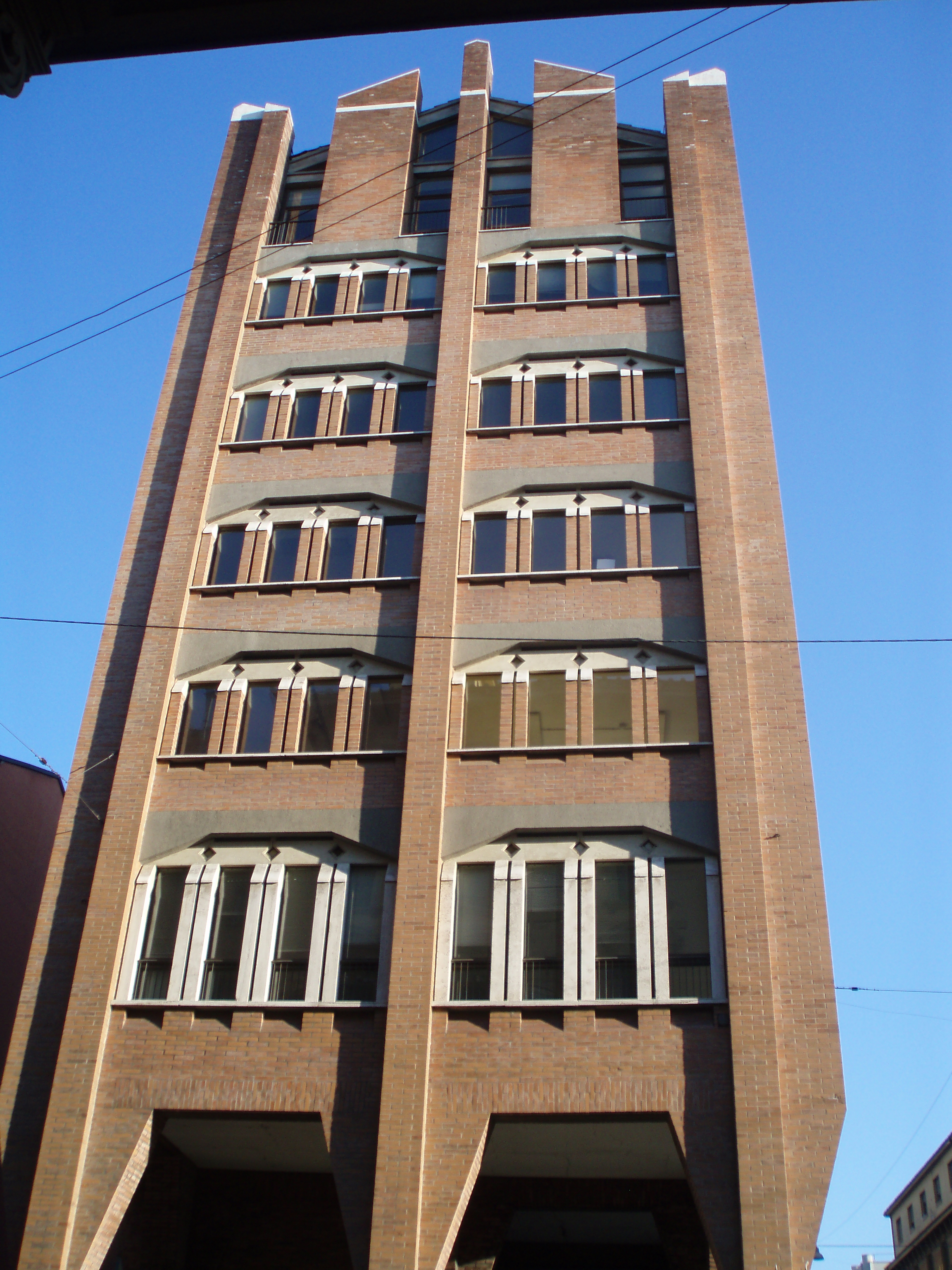
Sede ex ENPAS Bologna vista laterale
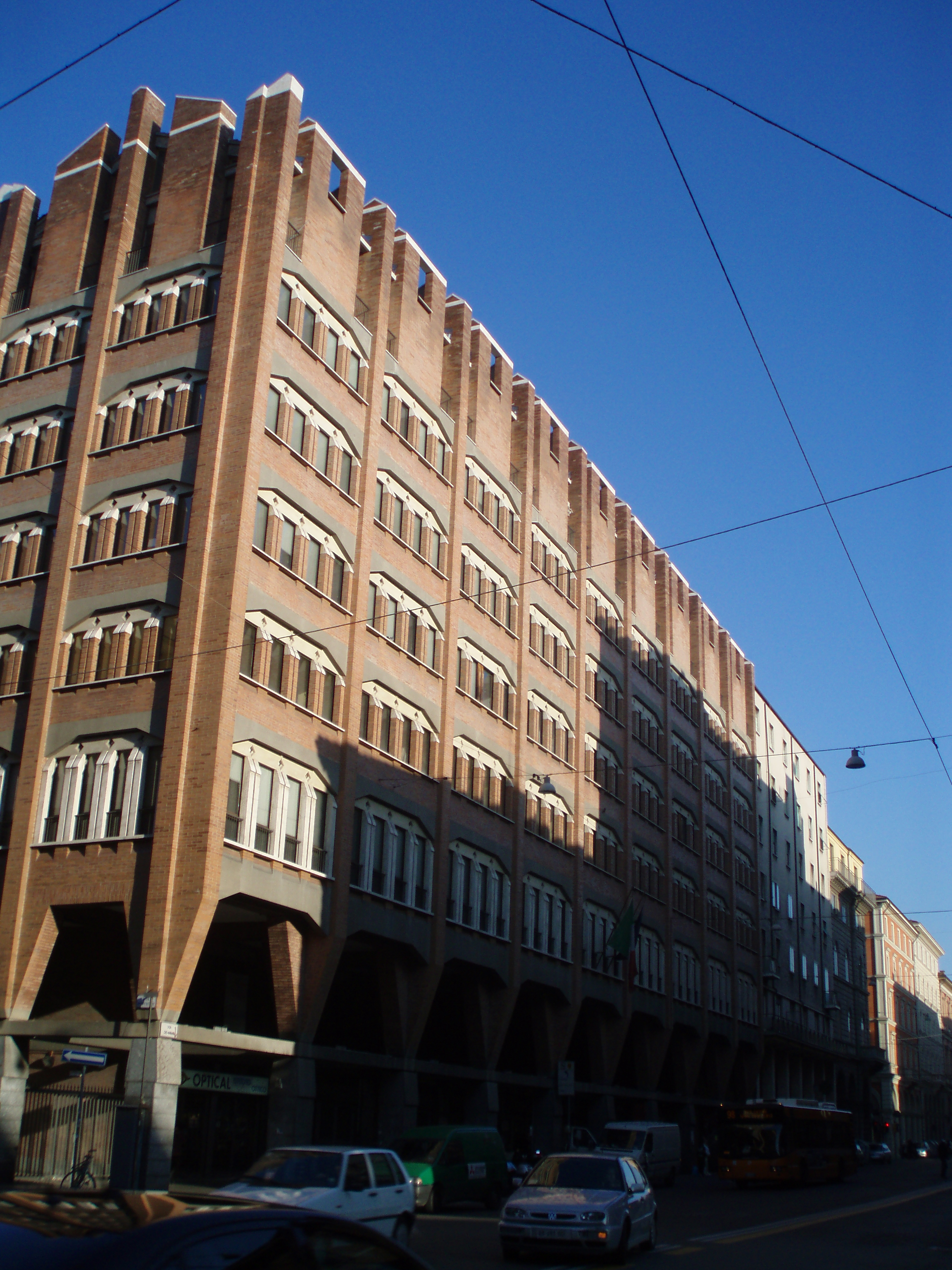
Sede ex ENPAS Bologna
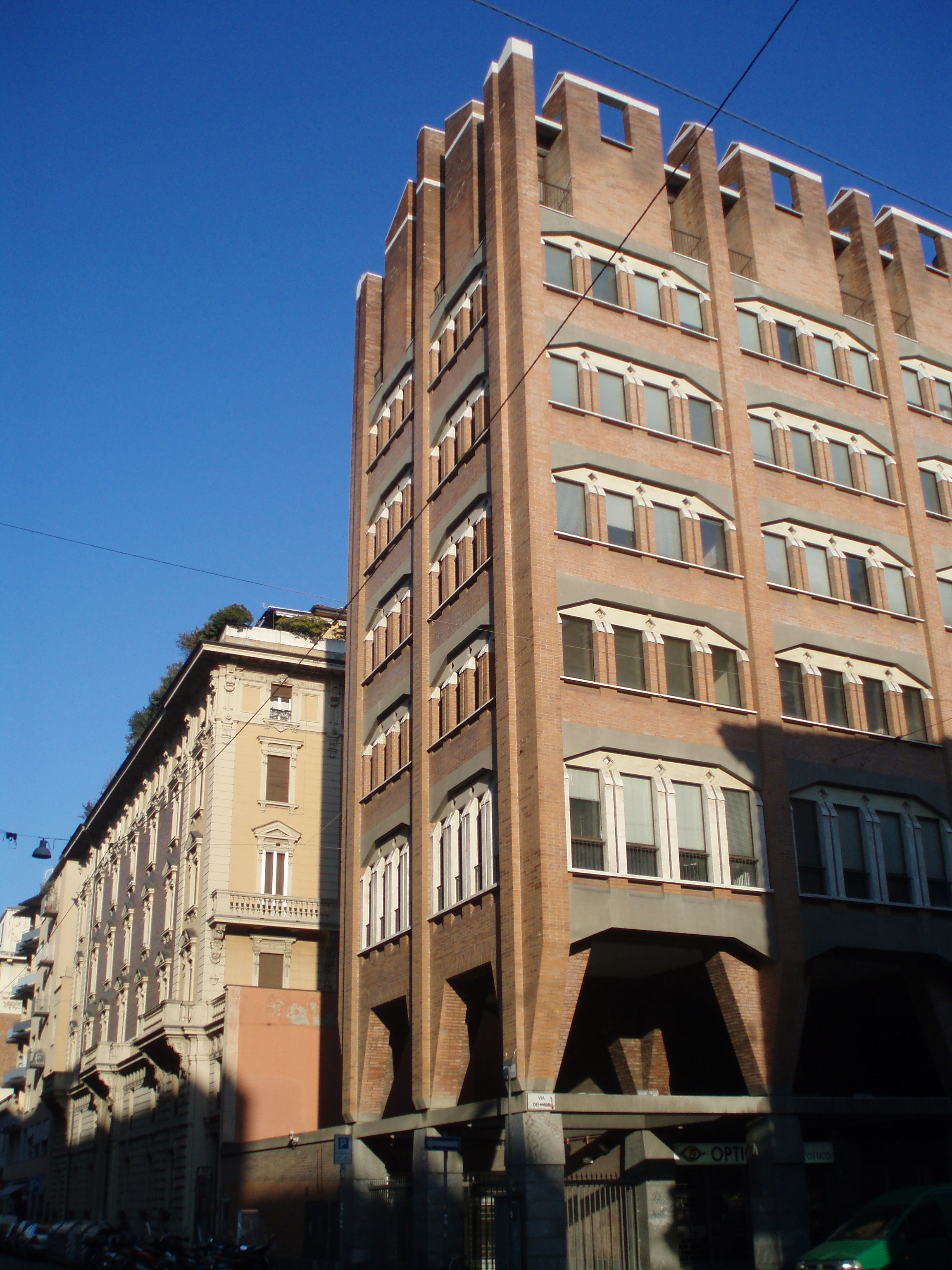
Sede ex ENPAS Bologna
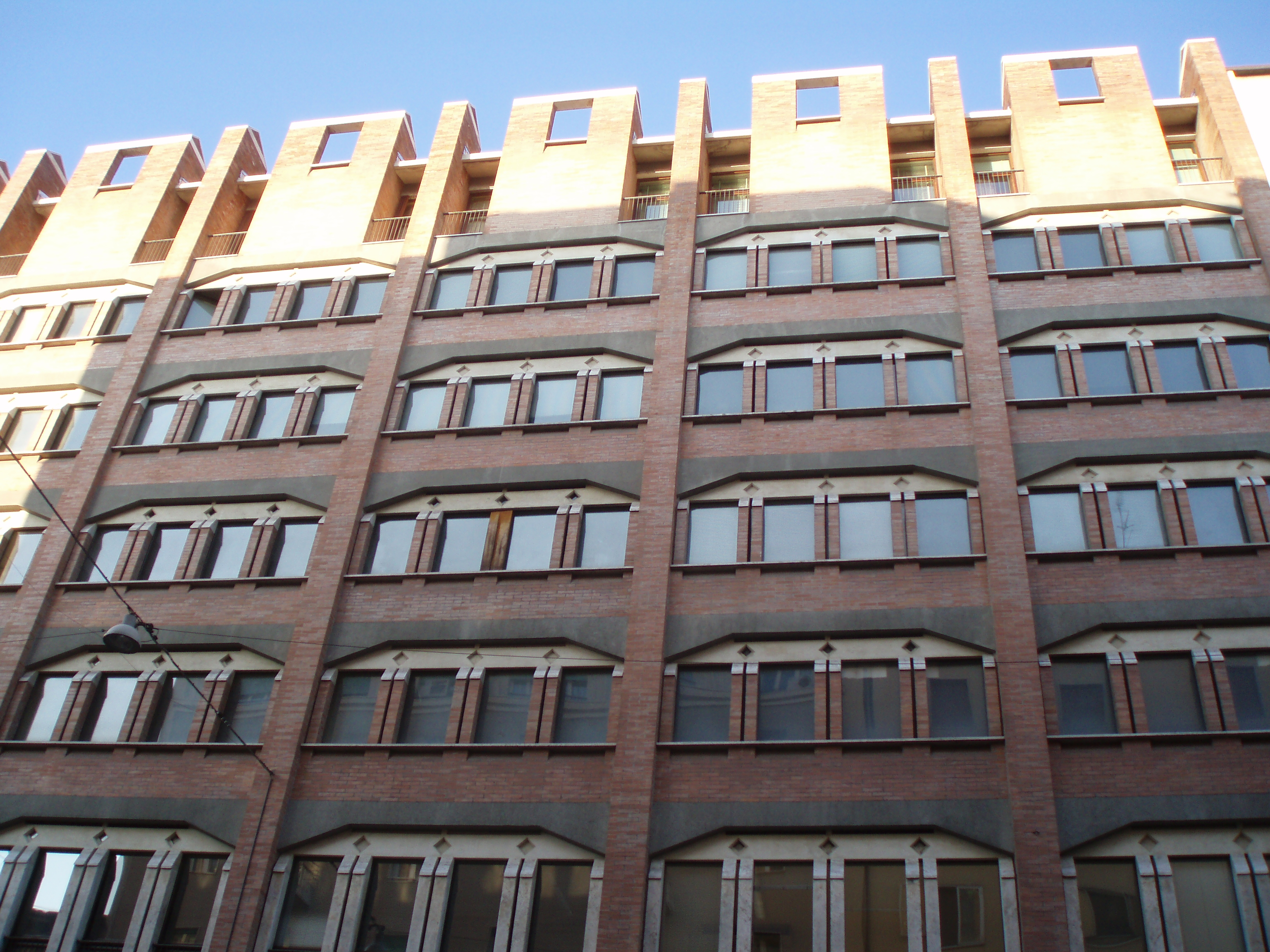
Sede ex ENPAS Bologna vista frontale
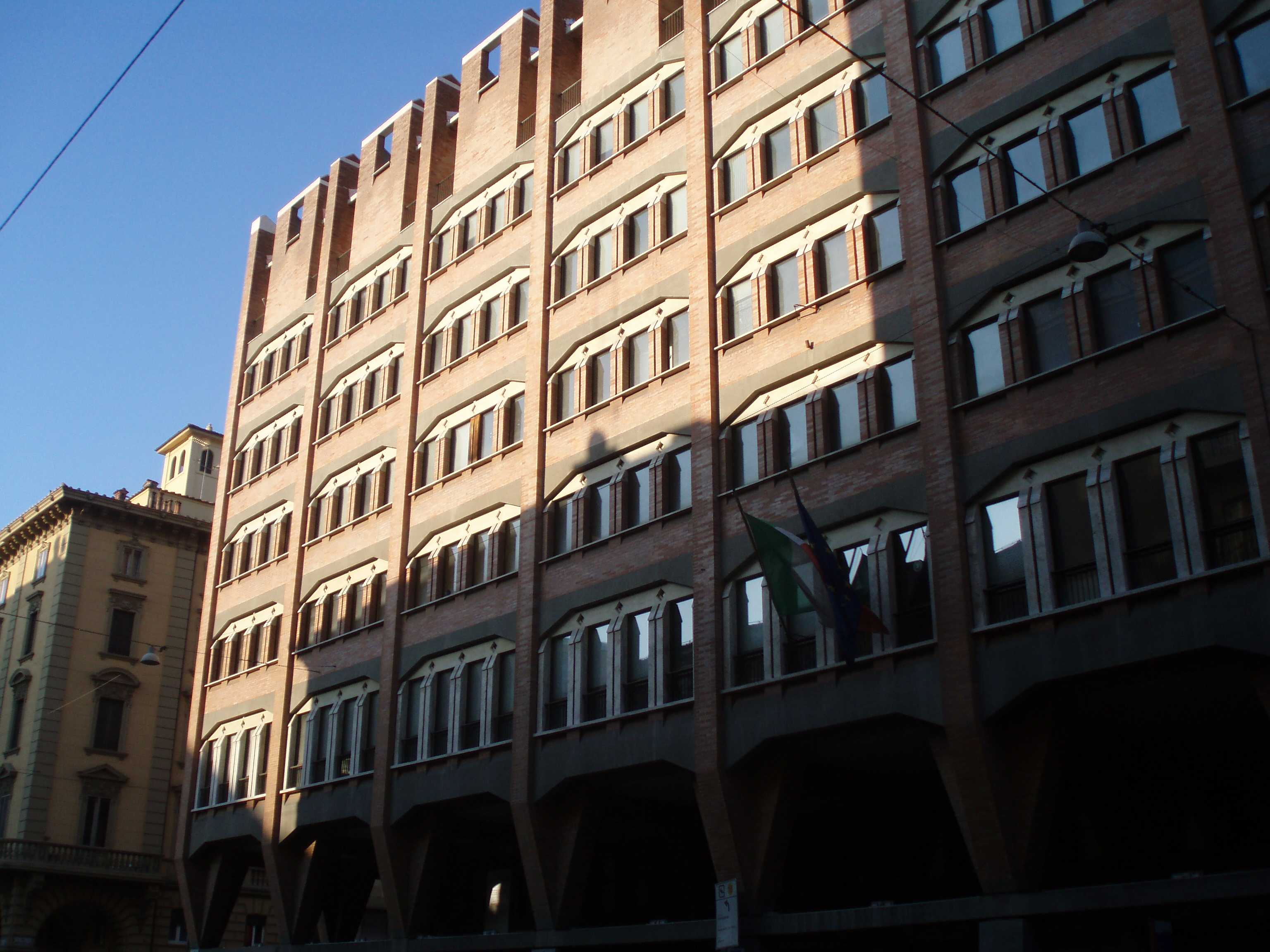
Sede ex ENPAS Bologna
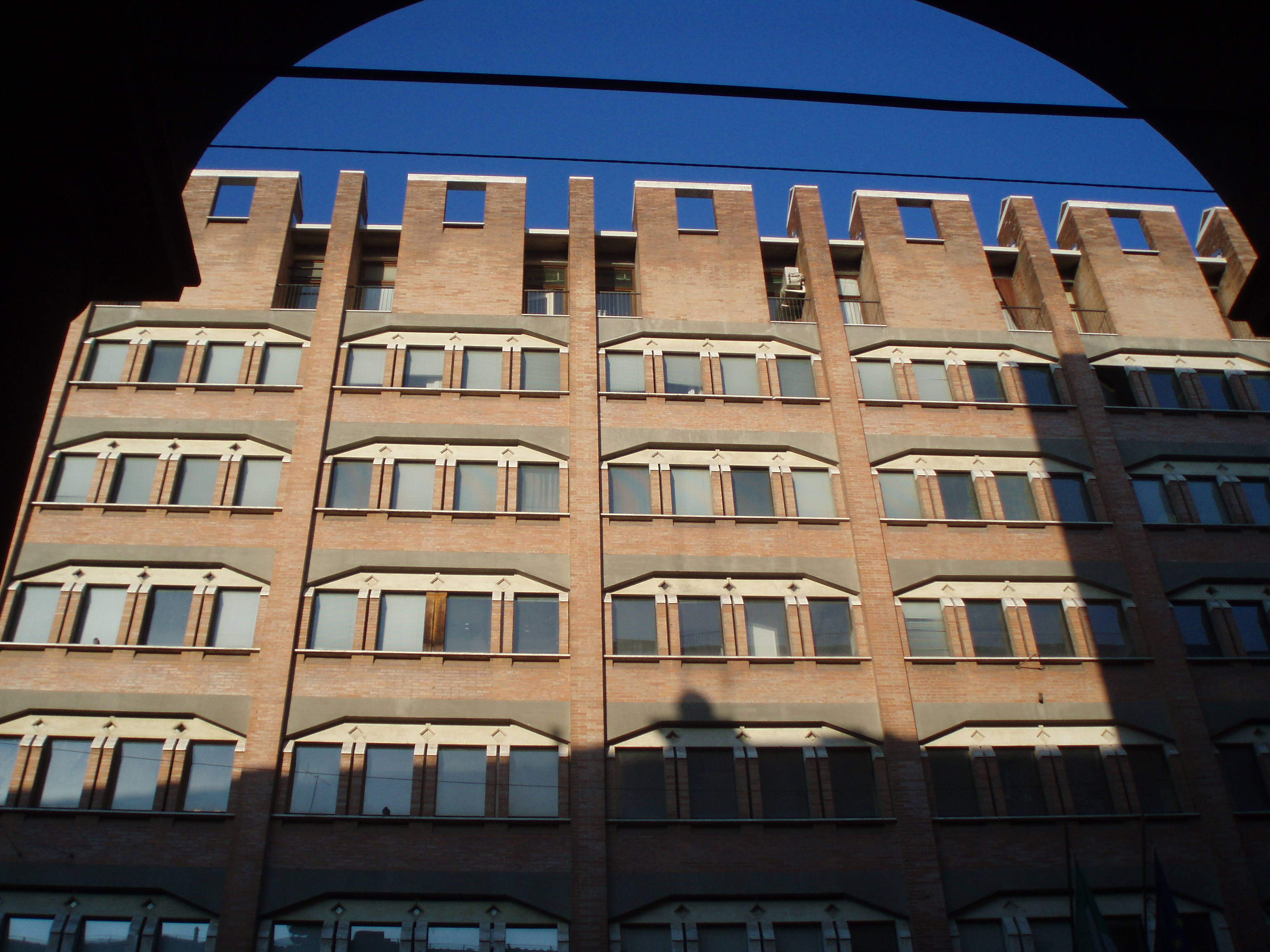
Sede ex ENPAS Bologna
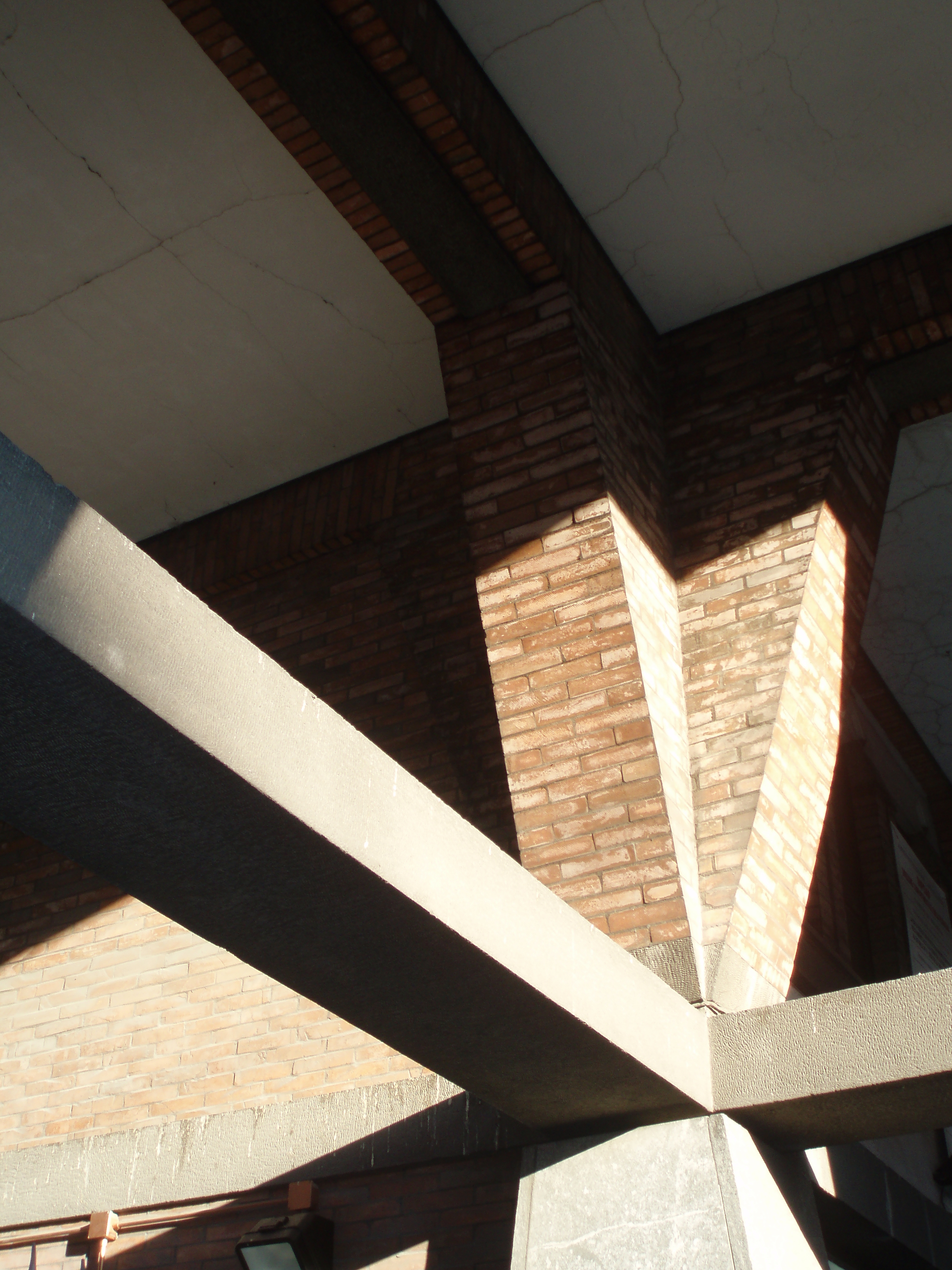
Sede ex ENPAS Bologna
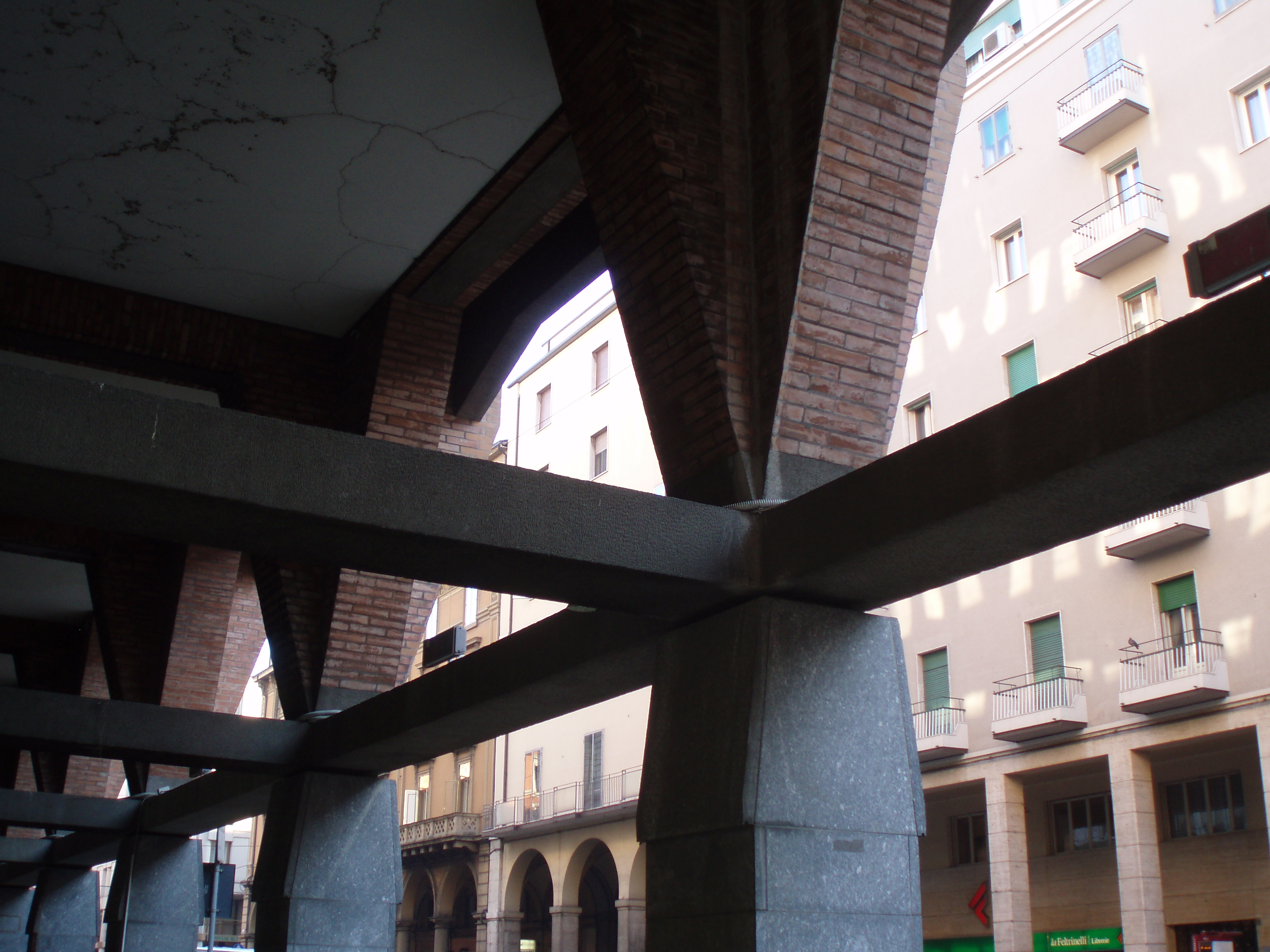
Sede ex ENPAS Bologna particolare del porticato
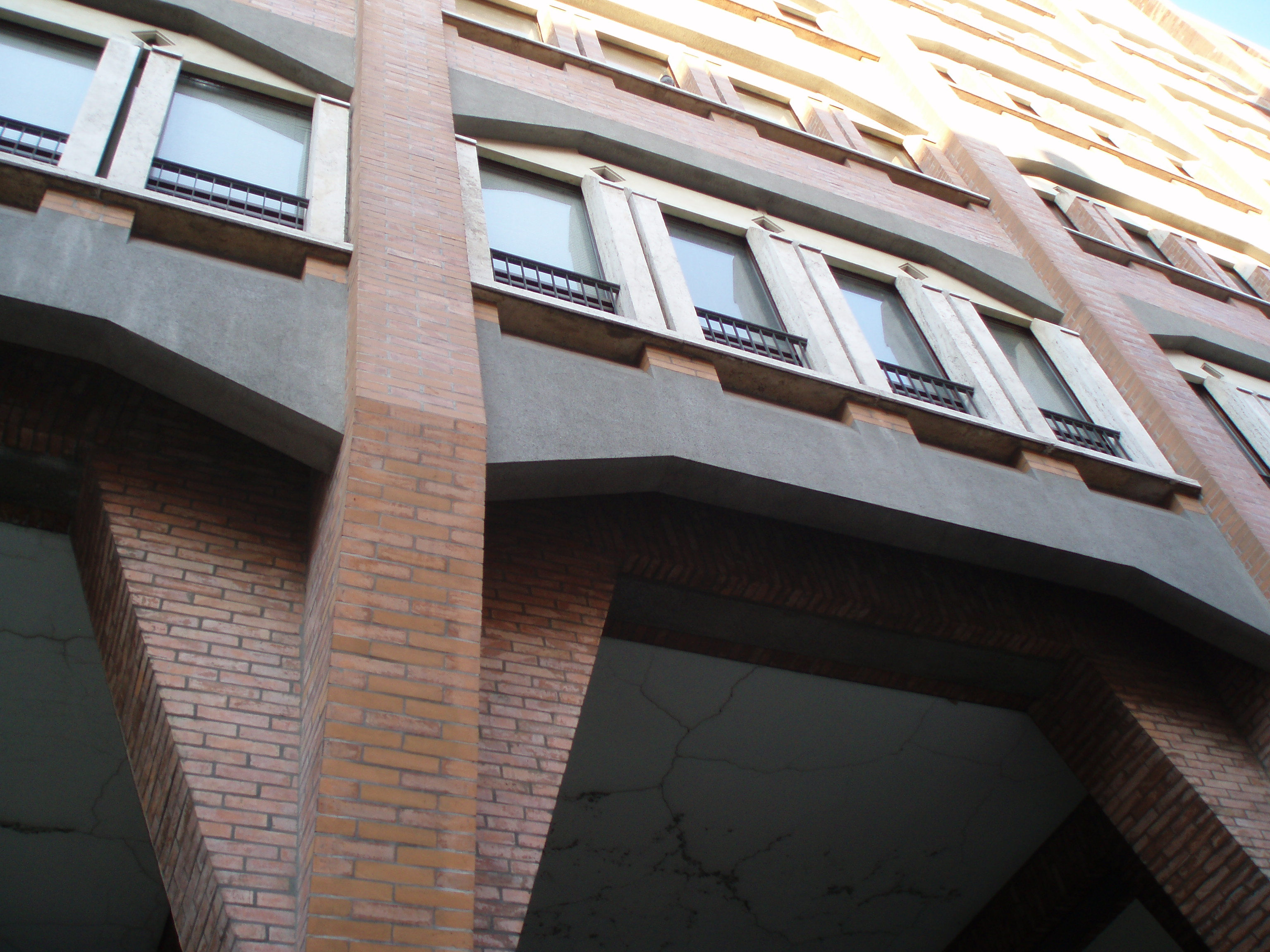
Sede ex ENPAS Bologna
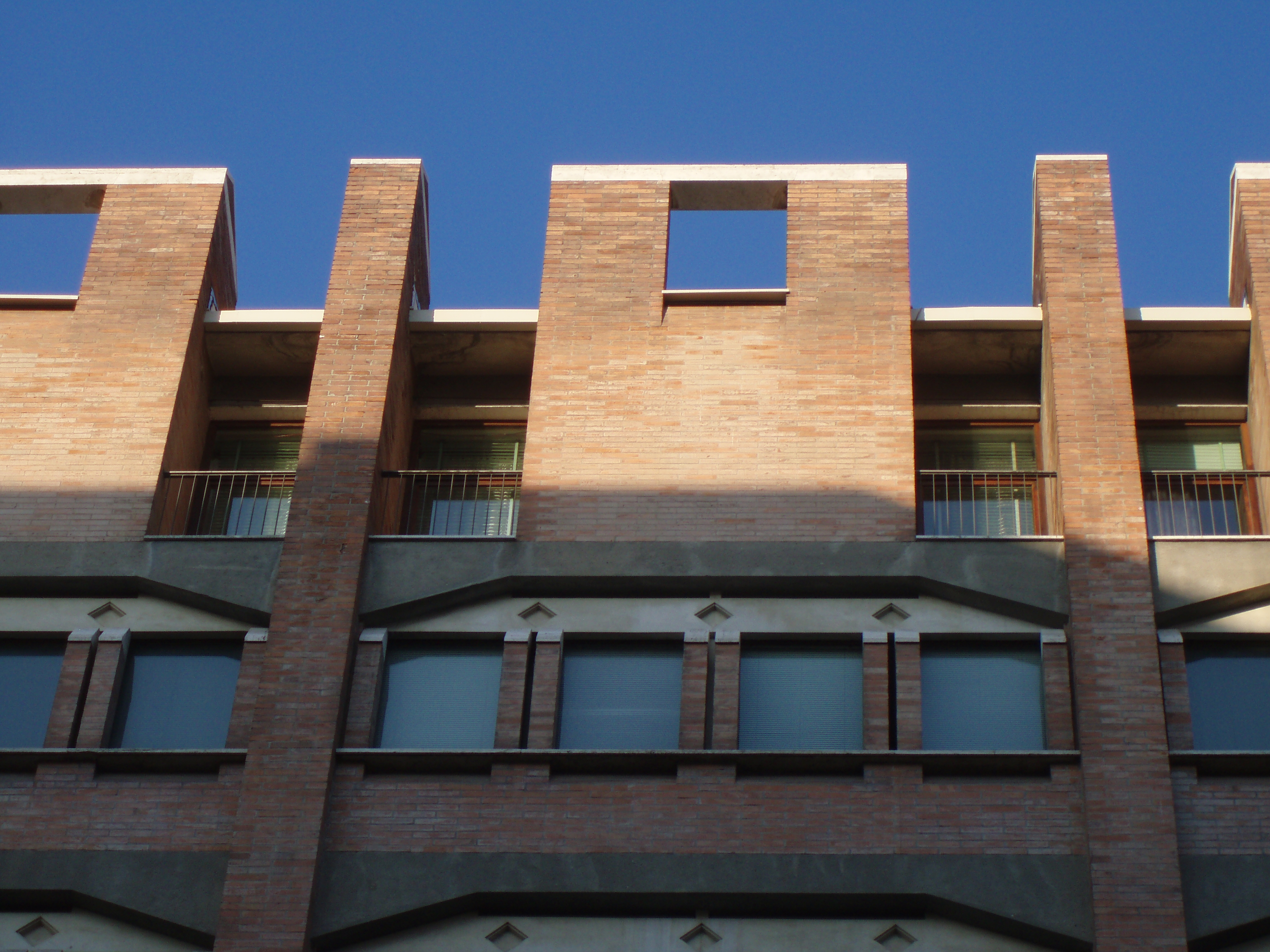
Sede ex ENPAS Bologna particolare della facciata
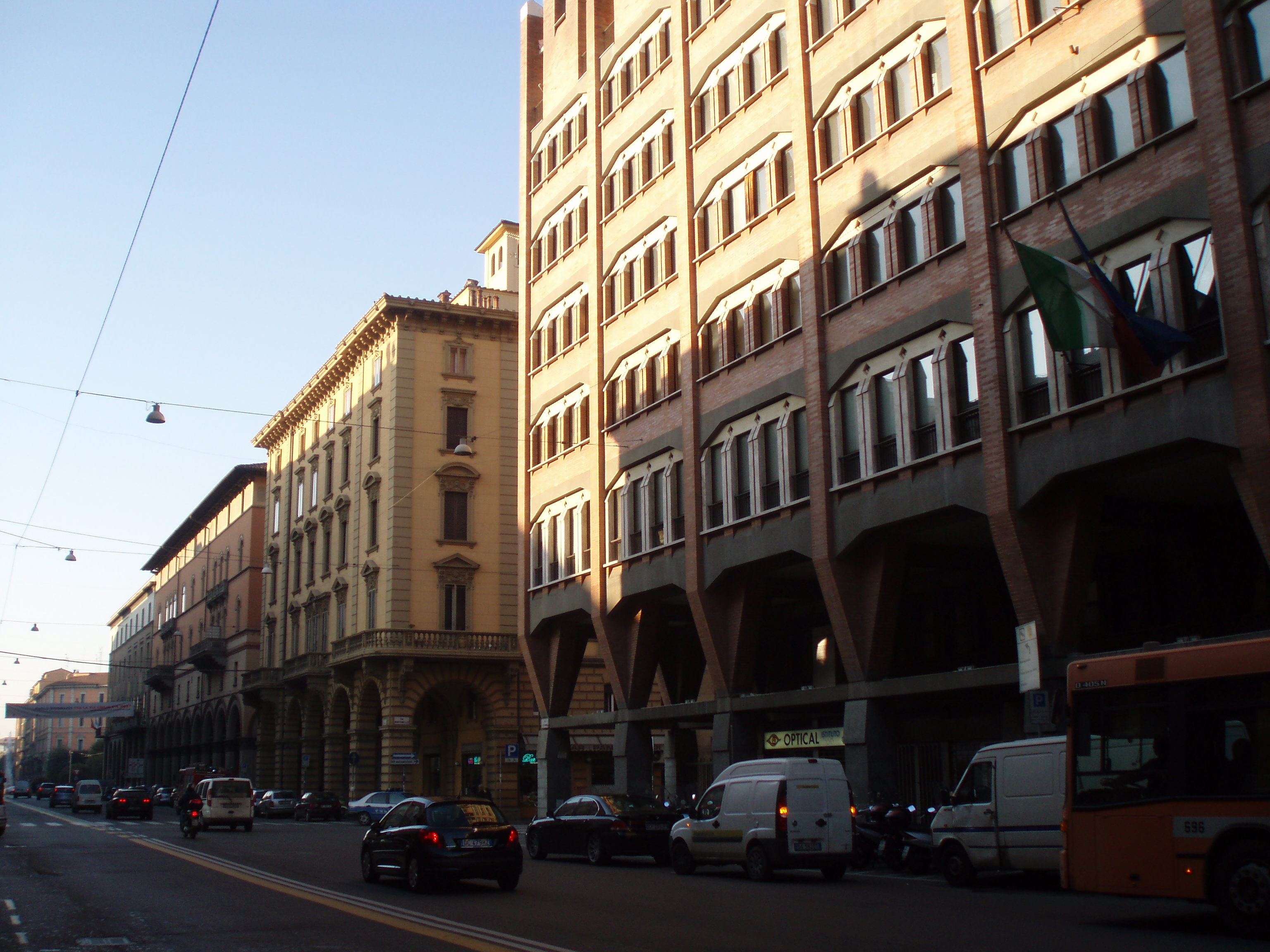
Sede ex ENPAS Bologna vista da via dei Mille
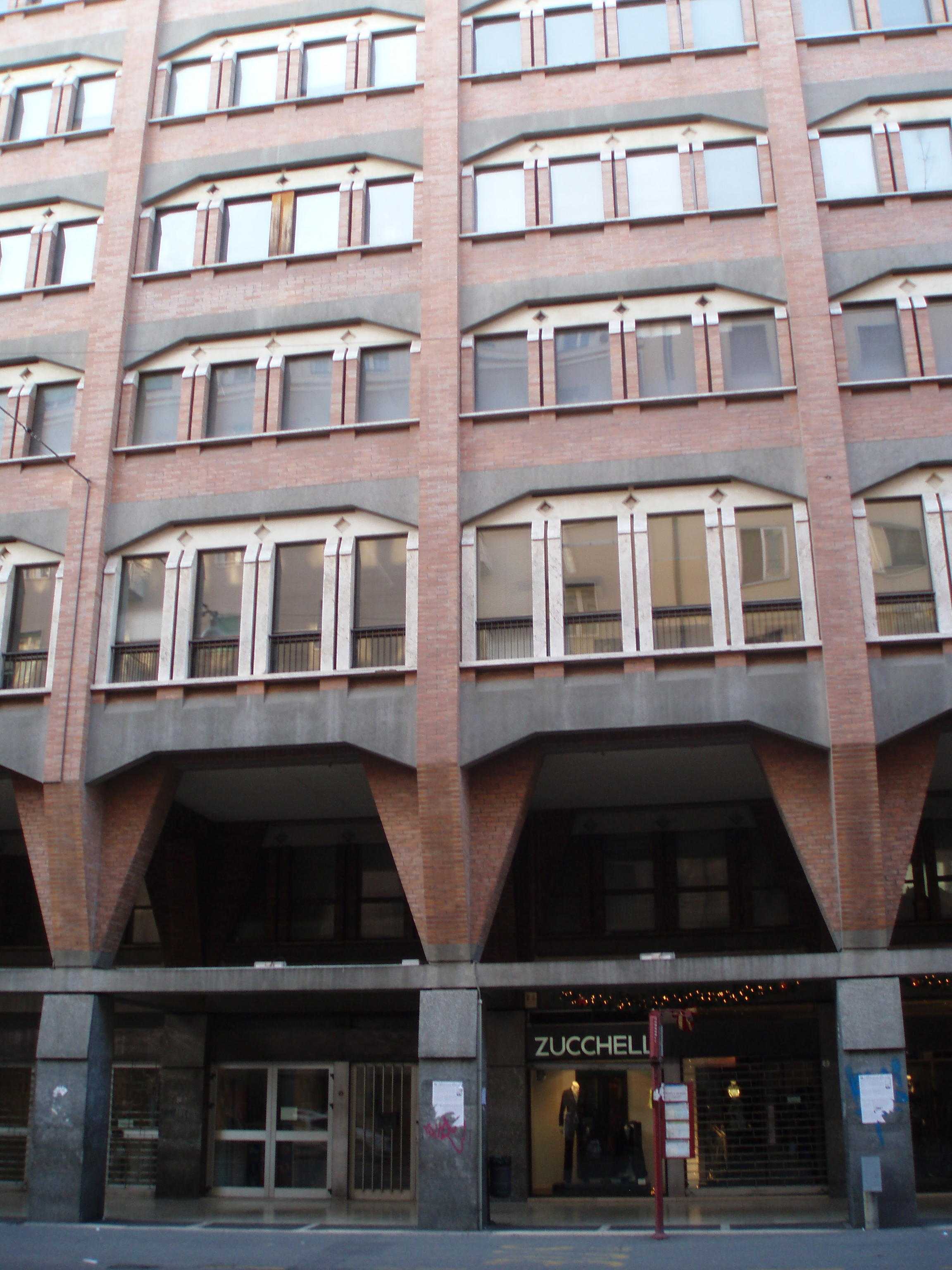
Sede ex ENPAS Bologna porticato sul fronte

### Sede centrale del partito della Democrazia Cristiana - Roma EUR - 1956-58
(Saverio Muratori)

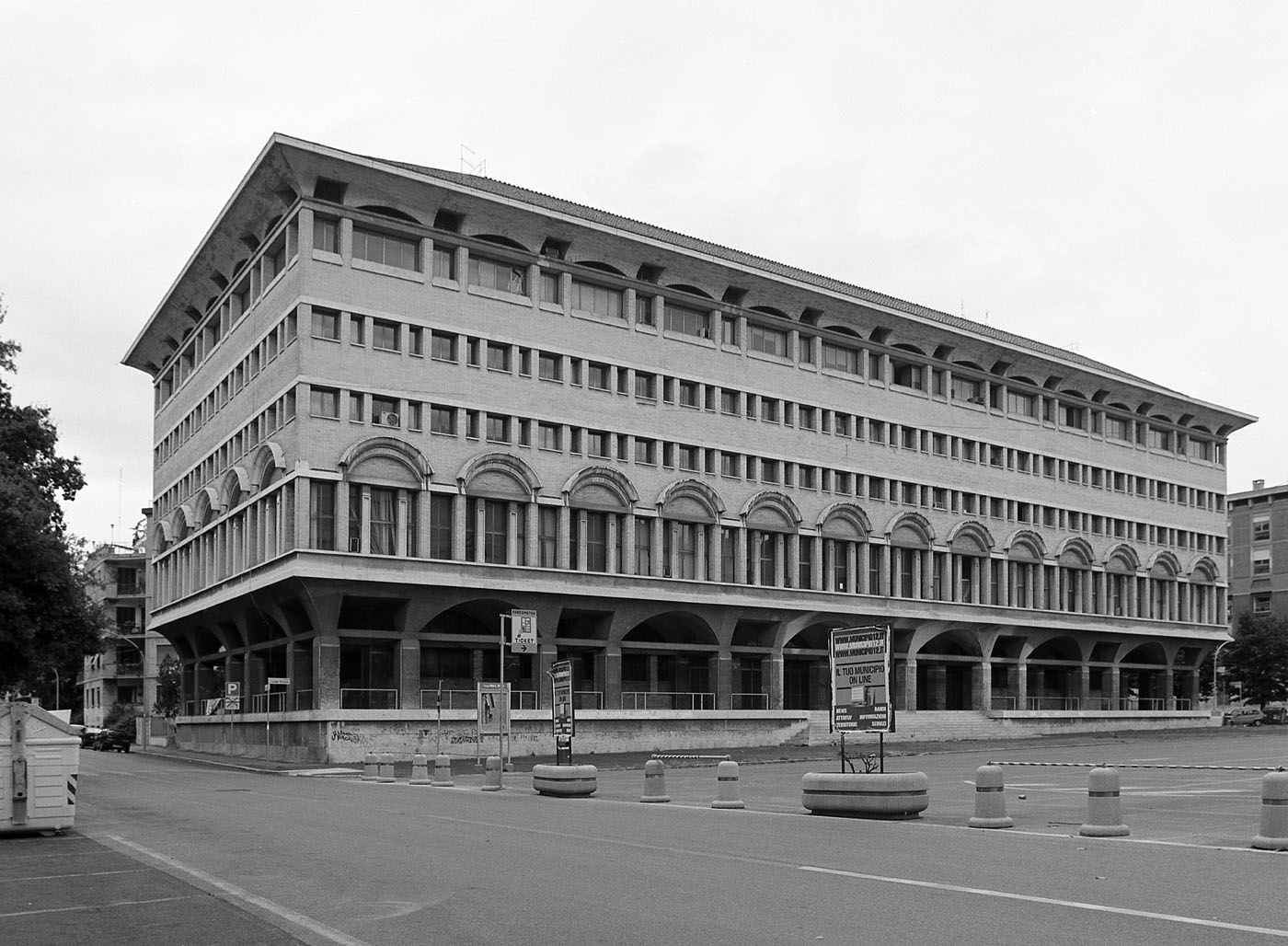
Palazzo Sturzo Roma EUR (1955)

- L'edificio, noto come Palazzo Sturzo, sorge in Piazza Don Luigi Sturzo fu progettato tra il 1956 e 1958 e realizzato tra il 1958 e il 1962 a seguito della partecipazione ad un concorso ad inviti nel quale Saverio Muratori risultò vincitore a pari merito. Fu, successivamente, bandito un altro concorso tra i due concorrenti, risultando vincitore il Muratori. Il suo programma “d'innesto delle forme della tradizione sugli schemi del movimento moderno”, volgeva ad un recupero lessicale dei valori storico ambientale. Ed è proprio sotto tale aspetto che risulta realizzato il palazzo della sede della Democrazia Cristiana.

Il fabbricato, a pianta chiusa con cortile centrale, è ubicato in una zona eccentrica ma di pregio della città, a breve distanza dal palazzo della Civiltà e del Lavoro, nel cuore dell'EUR. 
L'edificio della Democrazia Cristiana, architettonicamente si impone come una costruzione fortemente caratterizzata con l'ampia gradinata e con un porticato che costeggia l'intero palazzo. La sua strutturazione interna ne fa un organismo in cui la buona funzionalità, come grande ufficio amministrativo- rappresentativo di tipo unitario, si accompagna però ad un basso grado di sfruttamento delle superfici, per la presenza di ampi spazi usati come disimpegni. Il lato principale è su piazza Luigi Sturzo, con accesso dal portico; i due lati secondari hanno un affaccio su via dell'Urbanistica e Viale dell'Astronomia. Il fabbricato si articola su cinque piani fuori terra, oltre il piano terreno, e comprende due piani interrati di cui il primo utilizzabile ad archivi ed uffici ed il secondo ad autorimessa.
Questo edificio costituisce lo sviluppo del pensiero muratoriano sull'organismo architettonico e civile, sperimentato nella realtà storico-ciclica della città di Roma.

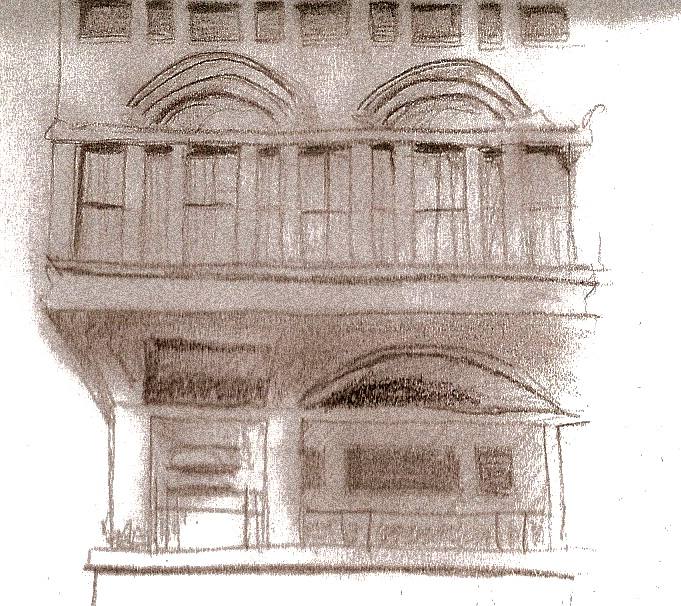
Particolare della facciata della sede della Democrazia Cristiana
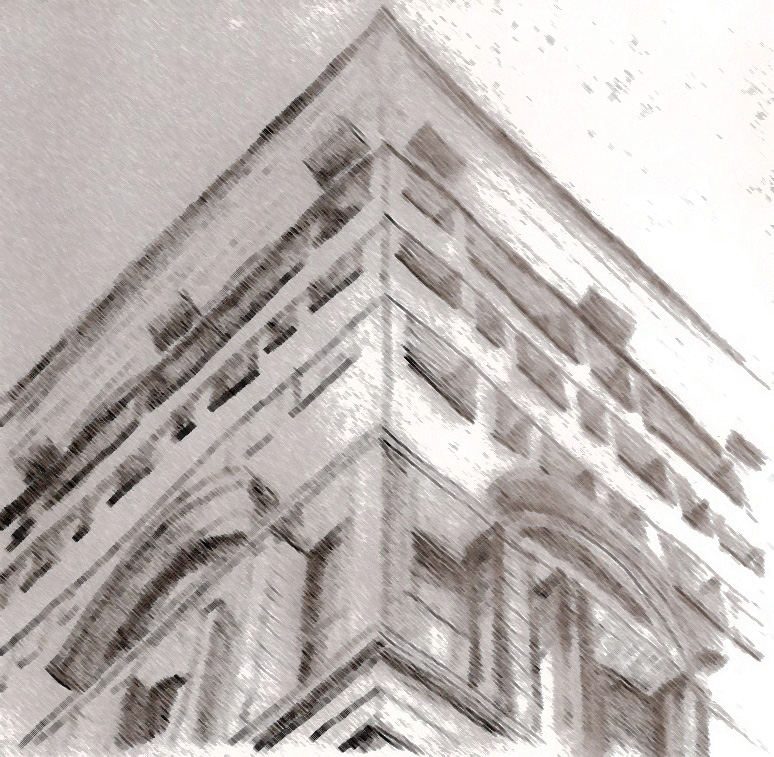
Particolare della facciata della sede della Democrazia Cristiana

### Studi per l'espansione dei quartieri INA-Casa alla Magliana - Roma - 1957
(Saverio Muratori)

### Studi per un'operante storia urbana di Venezia - 1959
Il tema si estende alla richiesta di ampliamento non di un quartiere ma di un'intera città: dal proporzionamento dell'insieme nel paesaggio lagunare, all'articolazione dei quartieri, alla loro struttura nei tessuti, al metro di questi, degli isolati e degli elementi in un ordine tipico di spazi, di percorsi, di tessuti nel quartiere, di quartieri nella città.
Il progetto prevede una città a quartieri disposti a doppia fascia sulle fondamenta dei due bracci opposti dell'estuario aperto gradualmente verso la laguna in vista di Venezia, con doppia orditura longitudinale e trasversale di canali costituenti due serie di isole affiancate e di collegamenti sugli assi ortogonali di ciascuna isola; assicurando inoltre la possibilità di isolamento delle singole isole. Questo schema si ispira agli esempi dell'urbanistica veneziana del XVI-XVIII secolo.
(Saverio Muratori)

### Concorso per le Barene di San Giuliano - Mestre - 1959

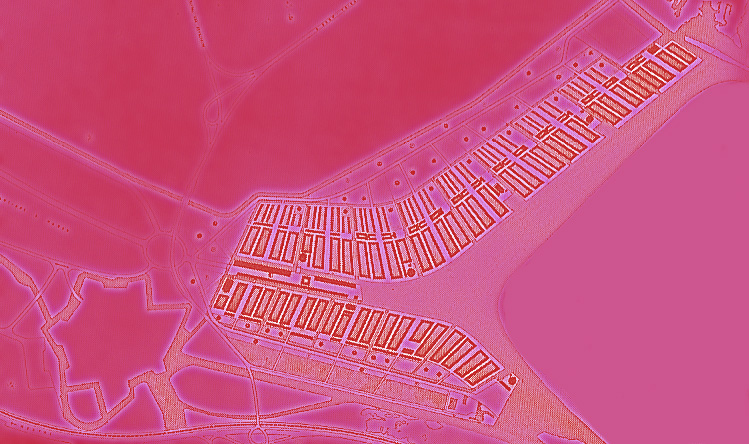
Planimetria generale ESTUARIO III Concorso alle Barene di San Giuliano

È un progetto che fu motivo di scandalo, questo perché Muratori presentò tre progetti, proiezione ciascuno di un momento di evoluzione dell'aggregato veneziano, e furono interpretati come tre progetti equivalenti, tra i quali scegliere la soluzione voluta. 
I tre progetti invece corrispondevano ad un procedimento logico per giungere al terzo: i primi due dovevano dimostrare la modernità della riflessione sul tessuto gotico di calli e corti organizzato secondo una tipologia di casa collettiva veneziana.
Il progetto finale e vincitore "Estuario III", pone una grande attenzione alla logica che connette servizi, tessuti e case; i servizi ad esempio sulla laguna aperta si collocano più verso l'interno, mentre sul canale più sul margine sono posti secondo un modulo più dilatato riflettente il sistema modulare dei nuclei parrocchiali della città.
Questo progetto, distante solo otto anni dai quartieri INA-Casa, evidenzia il processo di evoluzione e di maturazione compiuto da Muratori.

### Quartieri di Centocelle - Roma - 1962
A dodici anni dai quartieri INA-Casa del 1950, qui i problemi principali sono divenuti la dimensione modulare dell'unità quartiere, la scala e i versi di orditura dell'edilizia. Realizza isolati di case in linea rigiranti, a corpo doppio, e con margini di edilizia a corpo triplo, più densi, in corrispondenza alle nodalità lineari indotte dai percorsi.

## La crisi della civiltà
Le difficoltà dell'architettura sono ricollegate da Saverio Muratori a una crisi epocale, "di trapasso da una coscienza intuitiva ad una coscienza concettuale" e inscritte in una complessa costruzione storico-filosofica che risale fino ai primordi della civiltà. Alle perplessità sugli sviluppi dell'architettura moderna, Muratori risponde con l'intransigenza di una regola. La rottura con il passato, l'incomprensione dei fenomeni urbani e ambientali sono errori che egli imputa al Movimento Moderno.
Nel corso degli anni cinquanta, le sue indagini sul tessuto urbano di Venezia e di Roma gli permettono di individuare una nozione di tipo edilizio connesso alla dimensione storica del divenire urbano.
L'attività didattica di Muratori all'interno dell'università di Roma è fonte di profonde lacerazioni che acuiscono il suo distacco dalle tendenze prevalenti nell'architettura italiana, ma vale a creare una vera e propria scuola, fedele all'insegnamento del maestro, resa più compatta proprio dalla condizione di minoranza.
(Saverio Muratori)

## La scuola 1953-1973
Saverio Muratori, formatosi come docente nella facoltà di architettura dell'Università di Roma, fu chiamato nei primi anni 50 a sostegno di una tradizione didattica già esistente.
Pur rispettando l'impegno, intraprese un processo per superare la posizione individualistica e raggiungere un piano di coesistenza dei valori individuali dell'architetto con i termini reali del fare architettonico.
Impone il tema unico e sintetico: la cappella in muratura a pianta centrale.
I temi sono stati redatti nei corsi di Composizione Architettonica prima del 1962, anno che segna una svolta nella didattica di Muratori. Alcuni di questi sono: lo studio della tipologia edilizia, lo studio dell'edificio specialistico, lo studio dell'ambiente.
All'inizio dell'anno accademico 1963-64 la frattura tra l'insegnamento di Saverio Muratori e il resto della Facoltà di Architettura era ormai profonda.
In un intervento pubblico sottolineò la preminenza dei valori spontanei naturali su quelli critici, la necessità dei principi metodici, il costante riferimento alle strutture edilizie, la sicurezza della validità del suo metodo e la fiducia nell'architettura.
Non sono mai stato fautore degli sdoppiamenti dei corsi. Comunque avevo aderito a questo sistema. Questa politica degli sdoppiamenti è stata poi completamente sabotata.
Sono sempre stato contrario a questi compromessi; quindi non posso far altro che dirvi che sono veramente contrario a questo sistema.(...)
Io sono venuto qui per parlare a questi studenti; non con i professori, con i quali non ho niente in comune,ma proprio con ogni studente. E vi dirò che sono rimasto a scuola in questo isolamento proprio per quel colloquio che voi chiedete. E sono venuto qui a dirvi che il mio silenzio è un colloquio.(...)
Il nostro corso funzionò come una scuola interna di architettura; se io dovessi svilupparlo verrebbe fuori una scuola di architettura.(...)
Insomma, il nostro corso è un corso in cui facciamo il tema di Composizione; ma in questo tema di composizione c'è tutto, c'è l'urbanistica, c'è l'arredamento, c'è la scienza delle costruzioni, c'è la tecnologia, ci sono le materie giuridiche, c'è tutto quanto, si tratta poi di portarlo a sviluppo. C'è in nuce: questo è l'architettura, perché l'architettura è appunto sintesi di queste cose, è un germe dal quale poi vengono fuori tutte le altre. (...)
Per arrivare ad un coordinamento ci vuole prima una grande convinzione della realtà. Quando questa grande convinzione comune è diventata costume,allora si può sperare di arrivare ad un regolamento concreto, cioè ad una legge»
(stralcio dell'intervento di Saverio Muratori al convegno organizzato dalla Facoltà di Architettura di Roma nel 1963)

## Il territorio 1960-1973
Questa realtà è il territorio, il costrutto positivo e univoco della collaborazione di uomo e natura, nostra condizione di esistenza, ma anche nostro patrimonio insostituibile, e però anche perdibile, almeno nel senso di patrimonio civile, concresciuto con la civiltà in una disciplina insieme naturale e umana, idoneo a ospitare e sostenere la civiltà fintanto che quella continuità di disciplina duri. Entro il limite di quella realtà e di quella disciplina c'è la possibilità, il futuro possibile, la verità morale e la libertà stessa dell'uomo; fuori c'è solo l'errore e lo scacco, l'illusione, l'alienazione e il non senso.
Nel territorio il senso interno dell'uomo, della civiltà, del suo rapporto con il mondo naturale si esplica in una direzionalità e in una struttura di coerenza inequivoca e concorde: il mondo del senso comune, naturale, ma anche base di ogni edificio positivo umano e civile. Operare con intenti positivi implica la sua lettura e la sua accettazione sostanziale. Rifiutare questa lettura implica ovviamente il contrario»
(Saverio Muratori)

## Il processo dell'autocoscienza 1972-73
L'intero ciclo della vita di Saverio Muratori procede da un'azione particolare inserita nel concreto ad un pensiero generale versato nella totalità: infatti da una produzione professionale inizialmente conformata ad una critica acquisita, passa ad una coscienza autonoma, ancora sempre inserita nel concreto e quindi giunge alla lettura dell'uomo come processo coscienza-autocoscienza.
Perciò l'attitudine alla mediazione assume per Saverio Muratori un aspetto singolare e significativo nella continua formulazione di numerosi ideogrammi sintetici dovuti anche alla sua visione architettonica della realtà. 

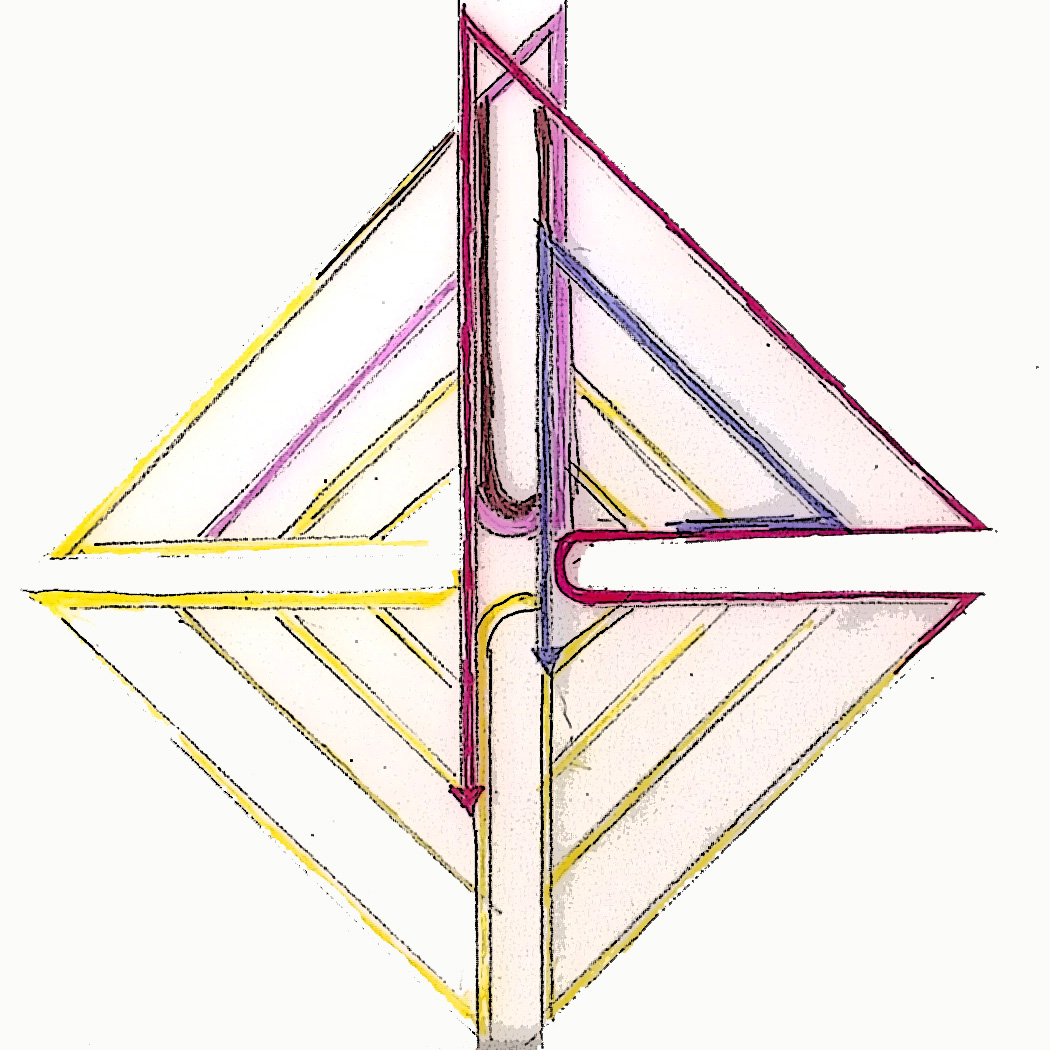
schema grafico del processo dell'autocoscienza

Il suo più consueto modello tabellare è sempre costruito sulla duplicità dei termini dell'uomo e dell'ambiente, cioè del soggetto individuale e dell'oggetto naturale; una duplicità che raddoppiata si raffigura nella griglia a quattro quadranti costruiti su assi ortogonali e sulle relative diagonali, che sottolineano i diversi gradi di organicità del processo di acquisizione del reale da parte della coscienza.

## Critica
(Pigafetta 1990)
(Purini 1989)
(Caniggia 1984)

### Scritti su Saverio Muratori
- Alessandra Capanna, MURATORI, Saverio, in Dizionario biografico degli italiani, vol. 77, Roma, Istituto dell'Enciclopedia Italiana, 2012. URL consultato il 7 luglio 2014.
- Capelli A. (a cura di), Saverio Muratori Architetto (Modena, 1910 - Roma, 1973). Sullo stato dell'architettura italiana verso la fine del secolo XX, Modena, Collegio S. Carlo 24/25 maggio 1991. Atti del Convegno, Modena, Stamperia Comunale, 1992
- Pigafetta G., Saverio Muratori architetto. Teoria e progetti, Venezia, Marsilio editori, 1990
- Purini F., Un libro necessario: Saverio Muratori architetto, in 'Phalaris', n. 10, 1990, pp. 28–29
- Purini F., "L'ammirazione che all'arte si deve": impressioni, interpretazioni, riflessioni su Saverio Muratori, sulla sua opera interrotta, in 'Phalaris', n. 0, 1989, pp. 5–7
- Caniggia G., Saverio Muratori. La didattica e il pensiero, in M. Montuori (a cura di), Lezioni di progettazione. 10 maestri dell'architettura italiana, Milano, Electa, 1988, pp. 143–161
- Caniggia G., Saverio Muratori e il progetto di tessuto, in 'Storia Architettura', n. 1-2, 1984, pp. 31–38; numero monografico con contributi di S. Bollati, G. Caniggia, G. Cataldi, A. Giannini, L. Marcucci, P. Maretto, G. Marinucci, L. Quaroni, G. Sermonti
- Cataldi G. (a cura di), Saverio Muratori Architetto (1910-1973). Il pensiero e l'opera, numero monografico di 'Studi e documenti di architettura', n. 12, 1984
- Giannini A., La filosofia di Saverio Muratori, relazione al Convegno di Pienza del 20 ott. 1983, Università di Genova, Corso di Pianificazione Territoriale Urbanistica, Pisa, Grafiche Pacini, 1983
- Pavan L., Saverio Muratori - Sede Enpas di Bologna, 1952-57, in 'Costruire in Laterizio', n. 127, gennaio/febbraio 2009 leggere l'articolo[collegamento interrotto]

### Scritti di Saverio Muratori
- De Carli E., Scatà E. (a cura di), Antologia critica degli scritti di Saverio Muratori, numero speciale di 'Studi e documenti di architettura', n. 19, 1991
- Muratori S., Metodologia del sistema realtà autocoscienza, lezioni dell'anno accademico 1972-73, a cura di G. Marinucci, Roma, Centro Studi di Storia Urbanistica, 1978
- Muratori S., Autocoscienza e realtà nella storia delle ecumeni civili, lezioni dell'anno accademico 1971-72, a cura di G. Marinucci, Roma, Centro Studi di Storia Urbanistica, 1976
- Muratori S., Civiltà e territorio, Roma, Centro Studi di Storia Urbanistica, 1967
- Muratori S., Architettura e civiltà in crisi, Roma, Centro Studi di Storia Urbanistica, 1963
- Muratori S., Bollati R., Bollati S., Marinucci G., Studi per una operante storia urbana di Roma, Roma, Centro Studi di Storia Urbanistica, 1963
- Muratori S., Da Schinkel ad Asplund. Lezioni di architettura moderna 1959-1960, a cura di G. Cataldi e G. Marinucci, Firenze, Alinea editrice, 1990
- Muratori S., Studi per una operante storia urbana di Venezia. I: Quadro generale dalle origini agli sviluppi attuali, in 'Palladio', n. 3-4, 1959, poi in vol., Roma, Istituto Poligrafico dello Stato, 1960
- Muratori S., Vita e storia delle città, in 'Rassegna critica di architettura', n. 11-12, 1950, pp. 3–52
- Muratori S., Saggi di critica e di metodo nello studio dell'architettura (1946), a cura di G. Marinucci, Roma, Centro Studi di Storia Urbanistica, 1980
- Muratori S., Storia e critica dell'architettura contemporanea. Disegno storico degli sviluppi architettonici attuali (1944), a cura di G. Marinucci, Roma, Centro Studi di Storia Urbanistica, 1980
- Muratori S., Il movimento architettonico moderno in Svezia, in 'Architettura', II, 1938, pp. 95–122